# Sauber Motorsport
A Sauber Motorsport AG, vagy egyszerűen Sauber egy svájci sport szervezet, amelyet a svájci Peter Sauber alapított 1970-ben. Kezdetben sportautóversenyeken vettek részt, és 1993-tól 2018-ig szerepeltek a Formula–1-ben. Legjobb versenyen elért eredménye Sergio Pérez második helye volt a 2012-es maláj és olasz nagydíjon, továbbá két második rajtpozíció. A csapat legjobb szezonját 2007-ben teljesítette, amikor a másodikok lettek a konstruktőrök között. Pályafutása során a Sauber még nem szerzett sem futamgyőzelmet, sem első rajtkockát. Első leggyorsabb körüket Kobajasi Kamui futotta a 2012-es kínai nagydíjon.
2005-ben a Saubert a BMW felvásárolta, és 2006-tól 2009-ig BMW Sauber néven szerepelt a sportágban. Miután a BMW kivonult a Formula–1-ből, a csapatot korábbi tulajdonosa, Peter Sauber vásárolta vissza. 2012-ben visszavonult a csapatvezetéstől, posztját átadta Monisha Kaltenbornnak, aki a Formula–1 történetének első női csapatfőnöke lett. 2018-ban az Alfa Romeo lett a csapat névadó szponzora, és fő technikai partnere, így a csapatnév Sauber Alfa Romeo F1 Team-re változott. 2019-re visszatért a csapathoz egykori versenyzője, Kimi Räikkönen.
2019. február 1-én az Alfa Romeo opciós jogot szerzett a felvásárlásra, amely így Alfa Romeo Racing néven folytatja tovább a versenyzést, így a Sauber név 2019-re eltűnik a mezőnyből.
2024-ben tértek vissza Stake F1 Team Kick Sauber névvel a mezőnybe.

## A csapat története

### Sportautók
Peter Sauber az 1970-es évek óta épít sportautókat. Az első autó, a C1 1970-ben készült el. Mielőtt önálló csapattal jelentkezett volna a Formula–1-ben, több versenysorozatban vett rész, úgy mint a Svájci- és Nemzetközi Sportautó-bajnokságon, a Le Mans-i 24 órás versenyen és a Sportautó-világbajnokságon. A Mercedesszel közösen 1989-ben megnyerték a Le Mans-t és a Sportautó-világbajnokságot, ahol 1990-ben szintén elsők lettek. Többek között olyan pilóták versenyeztek ebben az időben Saubernak, mint Michael Schumacher, Heinz-Harald Frentzen, Karl Wendlinger, Jochen Mass, Jean-Louis Schlesser és Mauro Baldi.

## Formula–1

### Mercedes éra (1993–1994)
A Sauber és a Mercedes elkezdtek készülni a Formula–1-re. 1991 júniusában leszerződtették Dr. Harvey Postlethwaite-t a Sauber–Mercedes csapat technikai igazgatójává, és elkezdett dolgozni a Formula–1-es programon. Decemberben azonban a Mercedes érvénytelenítette a projektet, de csendben tovább pénzelte Sauber törekvéseit. A csapat Ilmor motorokat használt, de az 1992-es biztató eredmények után a motorok 1993-ban Sauber V10-esként, 1994-ben pedig Mercedes V10-es néven lettek ismertek.
Az 1994-es szezon Karl Wendlingerrel nem volt sikeres. Az évad elején Monacóban balesetet szenvedett, és így nem tudott úgy megfelelni a csapatnak, mint ahogy elvárták volna tőle. Amikor felmerült az a lehetőség, hogy a Mercedes összefonódik a McLarenhez, Saubert cserben hagyták.

### Ford éra (1995–1996)
A csapatnak az 1995-ös és az 1996-os szezonra sikerült üzletet kötnie a Forddal a motorokkal kapcsolatban. Az 1995-ös Olasz nagydíjon elért 3. helyével Frentzen megszerezte saját maga és egyben a Sauber csapat első dobogóját.

### Ferrari éra (1997–2005)

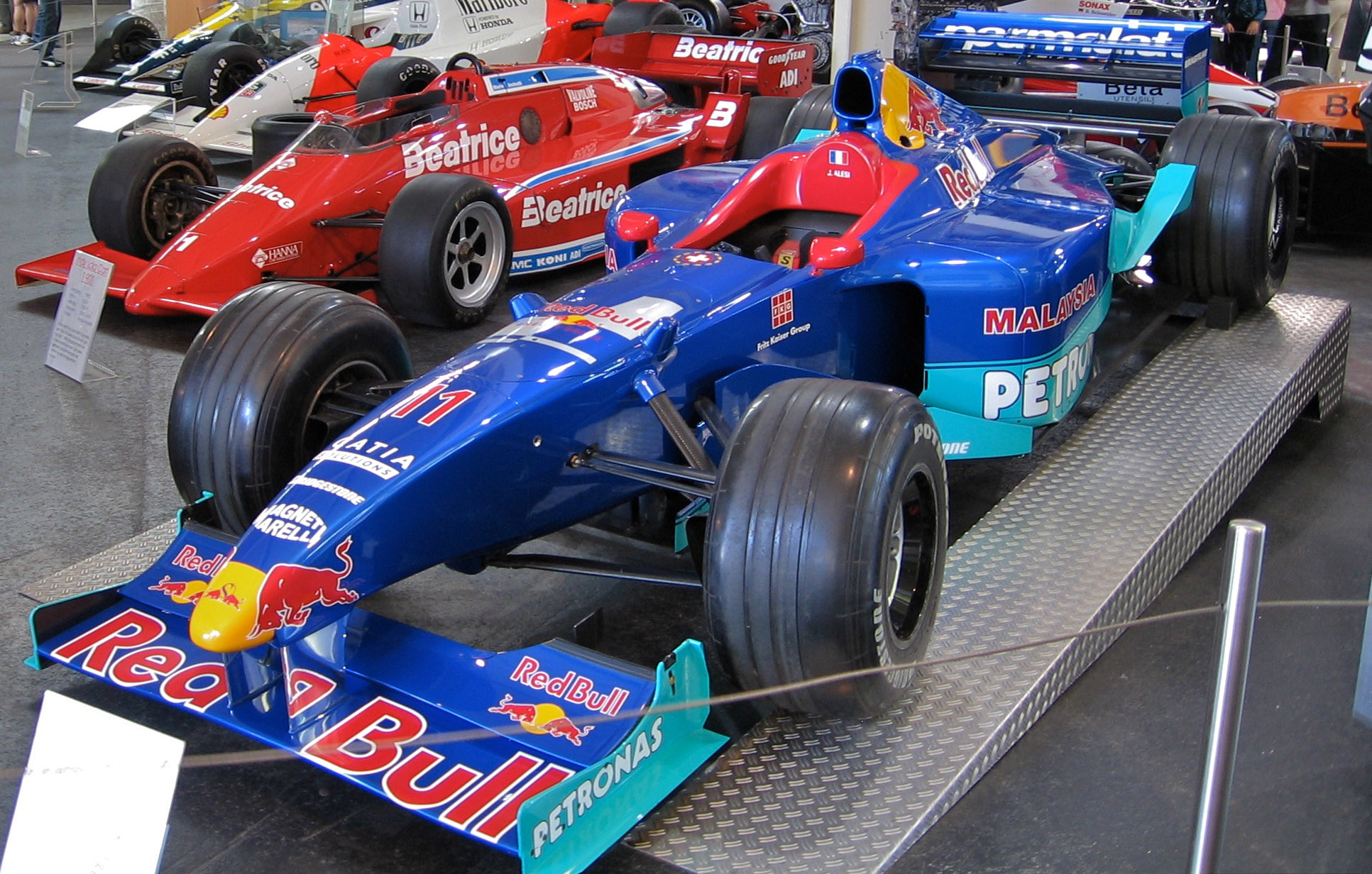
A Sauber 1999-es autója

Dietrich Mateschitz a Red Bulltól többségi üzletrészt szerzett a csapatban, és Fritz Kaiser kereskedelmi igazgatóként csatlakozott. Kaiser jelentős támogatóra lelt a maláj olajvállalat, a Petronas személyében, és megalapított egy motorgyárat, ahol Oszamu Goto vezetésével megkezdődött a Sauber Petronas V10-es motor tervezése. A csapat bejelentette, hogy megállapodást kötöttek a Ferrarival, hogy lássa el őket öreg motorokkal, amíg saját motorjuk kész nem lesz. A megállapodás 1997-ben vette kezdetét, de az Ázsiában 1998-ban bekövetkező gazdasági válság után a motorprogramot felfüggesztették.

1999-ben Kaiser és Sauber nem tudott egyezni a csapat jövőbeli irányításáról, és amikor Mateschitz Saubert támogatta, Kaiser távozott. 2000 elején, több kudarc után Sauber szakított Leo Ress technikai igazgatóval, akit Willi Rampf-fal helyettesített. A gyenge 2000-es eredmények miatt a csapat Nick Heidfeldet és Kimi Räikkönent szerződtette le 2001-re. Ezt ellenezte a Red Bull főnöke, Dietrich Mateschitz, és ősszel úgy döntött, hogy eladja a részvényeit vissza a csapatnak. A Sauber főszponzora ezután a Credit Suisse lett. A csapat 2001-ben negyedik lett a konstruktőrök között, pályafutása legjobb eredményét szerezve ezzel. 2002-re Räikkönen átigazolt a McLarenhez. 

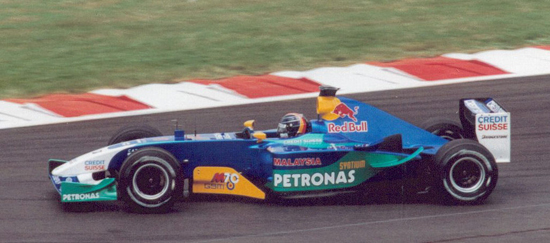
Frentzen 2003-ban a Sauberrel

 Helyére Felipe Massa került, aki 4 pontot szerzett első Formula–1-es évadjában, de 2003-ra Heinz-Harald Frentzen lépett a helyébe.
Massa 2004-ben Giancarlo Fisichella csapattársaként tért vissza, a Sauber pedig a legerősebb számítógépet helyezte üzembe a Formula–1-ben. A Ferrarival való kapcsolat egyre feszültebbé vált, ezért Peter Sauber 2006-tól BMW motorokat használt. 2005-ben, a Ferrari-motorokkal való utolsó évükben Jacques Villeneuve és Massa volt a csapat két pilótája és Bridgestone gumikról Michelinre váltottak.

### BMW éra (BMW Sauber, 2006–2009)
2005-ös szezon végén a BMW felvásárolta a csapatot, Peter Sauber 20%-os részesedést megtartott. Bár a BMW Sauber teljes egészében gyári csapat, nevében megtartották az utalást a jogelőd alapítójának nevére..
A BMW 2009. július 29-én hivatalosan bejelentette, hogy az év végén kiszáll a Formula–1-ből, a gazdasági válság miatt. A csapatot az előző tulajdonos Peter Sauber vásárolta vissza. A csapat továbbra is hivatalosan a "BMW Sauber" nevet használja.

### 2006
A csapat első számú versenyzője a 2005-ben a Williamsnél versenyző Nick Heidfeld lett. A másik autóba az 1997-es világbajnok Jacques Villeneuve ülhetett. Tesztpilótának a lengyel Robert Kubicát szerződtették. A korábbi Sauber csapat főszponzora, a Petronas a BMW Sauberrel is szerződést kötött, és a csapat egyik szponzora lett, ugyanúgy mint a Credit Suisse. Az Intel teljesen új szponzorként érkezett a csapathoz.
Az új F1.06 jelzésű autót 2006. január 17-én mutatták be Valenciában. Az autó a hagyományos BMW színeket kapta, a kéket és a fehéret kevés piros festéssel.
A BMW első pontjait Villeneuve szerezte hetedik helyével a maláj nagydíjon. Heidfeld az ötödik helyről esett ki motorhibával.
A 2006-os francia nagydíjra a BMW egy radikális változtatással érkezett. Autóinak elejére két "ikertornyot" raktak, amitől jobb aerodinamikai hatást vártak a hátsó szárnyakon. Az FIA betiltotta az ötletet veszélyessége miatt.

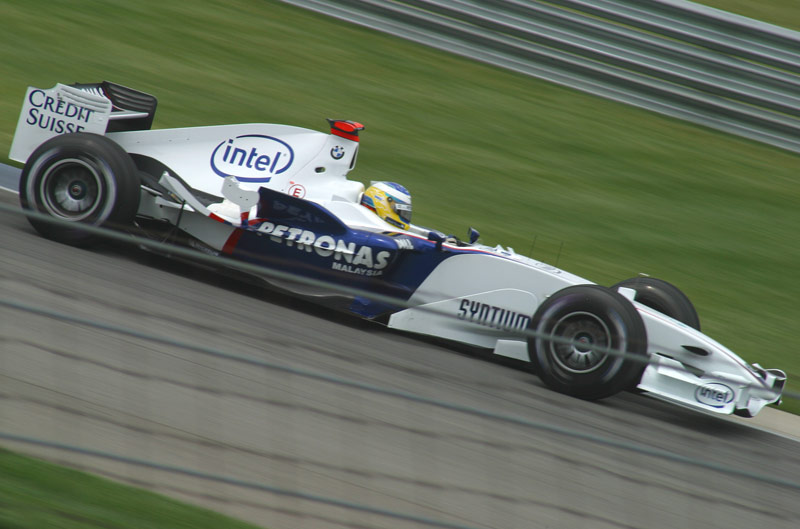
Heidfeld az amerikai nagydíjon

Villeneuve németországi balesete után a magyar nagydíjon már nem vett részt. Helyére az újonc Kubicát helyezték, akit élete első versenyén diszkvalifikálták, mert autója 2 kilogrammal könnyebb volt a megengedettnél. A csapat ezzel egy hetedik helyet és 2 pontot veszített. Nick Heidfeld viszont harmadik lett, 6 pontot szerezve ezzel az új csapatnak. Kubica után új tesztversenyzőjük a német Sebastian Vettel lett. Vettel a török nagydíjon tesztelhetett először, a második szabadedzést pedig meg is nyerte. Az olasz nagydíjon Kubica harmadik lett. 2006-ban 15 alkalommal ért be pontszerzőként a BMW Sauber valamelyik versenyzője. A 36 ponttal a csapat az ötödik helyet szerezte meg a konstruktőr-világbajnokságban.

### 2007
2007-ben a csapat ugyanabban a felállásban kezdett, mint 2006-ban. A BMW Sauber 101 pontjával a McLaren kizárását követően a második lett a konstruktőr-világbajnokságban. Kubicát kanadai balesete után az Egyesült Államok nagydíján Sebastian Vettel helyettesítette, egy pontot szerezve a csapatnak. Vettel a magyar nagydíjon átszerződött a Toro Rosso csapathoz.

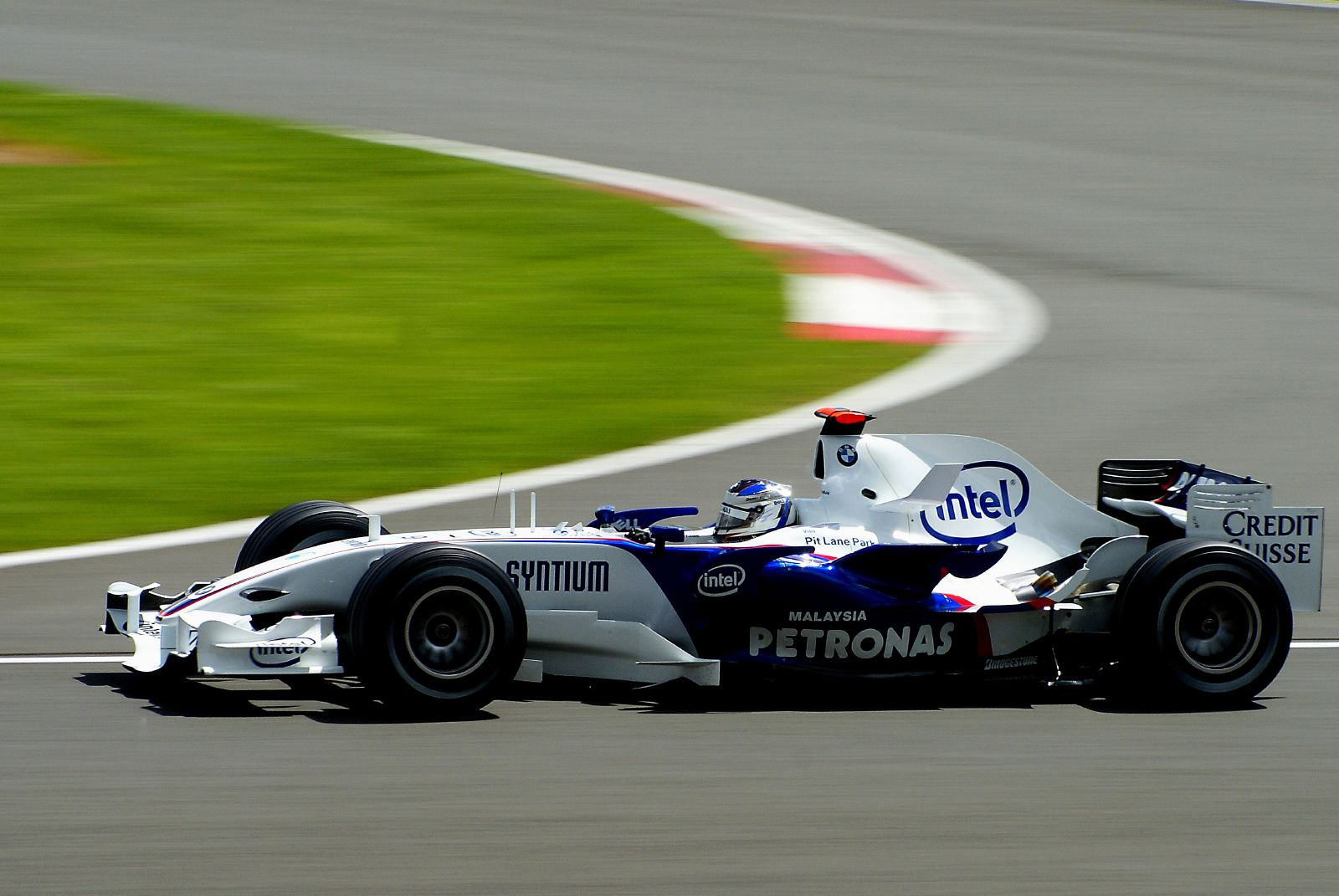
Heidfeld a brit nagydíjon

A 2007-es év elején úgy látszott, hogy a megerősödött BMW képes lesz megszorongatni a két nagy csapatot (Ferrari, McLaren). Heidfeld háromszor volt egyhuzamban negyedik, ebből egyszer Fernando Alonso végzett mögötte. Robert Kubica műszaki hibák miatt nem tudott az első két versenyen pontot szerezni, de Bahreinben már hatodik lett.
A szezon során, bár a csapat nem tudott igazán beleszólni McLaren és Ferrari küzdelmeibe; a mezőny "harmadik legjobb" csapatává vált, és inkább a Renaulttal majd versenyzett az ötödik-hatodik helyekért, miközben elért néhány dobogós helyezést. Ez történt a kanadai nagydíjon: Alonso és Räikkönen hibája, valamint Felipe Massa kizárása révén Heidfeldnek sikerült másodikként zárni. Kubica egy poros íven történő előzés során autójával kicsúszott, és látványos balesetet szenvedett, de szerencsére csak kisebb sérüléseket szenvedett. A lengyel versenyzőt azonban nem engedték rajthoz állni Indianapolisban, így a csapat fiatal tesztpilótája, Sebastian Vettel ülhetett be a BMW-be.

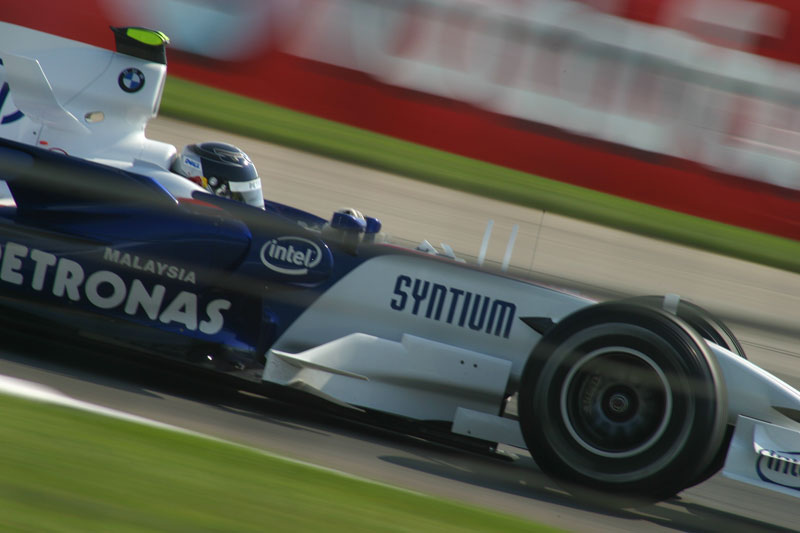
A Kubicát helyettesítő Vettel az amerikai nagydíjon

Heidfeld a nagydíjat kormányhiba miatt nem tudta befejezni a 8. helyen, így az addig mögötte haladó Vettel szerzett egy pontot, és lett a Formula–1 történetének legfiatalabb pontszerzője. Vettel versenyzése meggyőzte a BMW vezetését, és az is felmerült, hogy Kubicát 2008-ban Vettel váltaná fel, azonban a német még a 2007-es szezonban a Toro Rosso csapatához szerződött. A csapat az edzéseken is rendre az első tízben végzett: a magyar nagydíjon Heidfeld a második helyről indulhatott: azonban a rajtot elrontotta, így hamarosan visszaesett. A szezon utolsó részében egyre komolyabb csatákat kellett vívniuk a Renault versenyzőivel. A McLaren kizárásával a BMW Sauber csapata a második helyen végezhetett a konstruktőrök versenyében.

### 2008
2008-ban a versenyzőpáros változatlan maradt, a csapathoz új szponzor érkezett, a T-Systems személyében. Míg 2007-ben Heidfeld addig 2008-ban Kubica lett az erősebb pilóta: versenyeken 18-ból 11-szer Heidfeld előtt végzett, míg kvalifikáción 13-szor verte meg csapattársát a vizsgált időszakban. A szezonnyitón Heidfeld 2. lett, Kubica pedig kiesett, miután Nakadzsima Kazuki hátulról beleütközött. A második futamon, a maláj nagydíjon Kubica a 2. helyen végzett, pályafutása legjobb eredményével, míg Heidfeld 6. lett és megfutotta a verseny leggyorsabb körét. A bahreini nagydíjon Kubica megszerezte a csapat első pole-pozícióját.

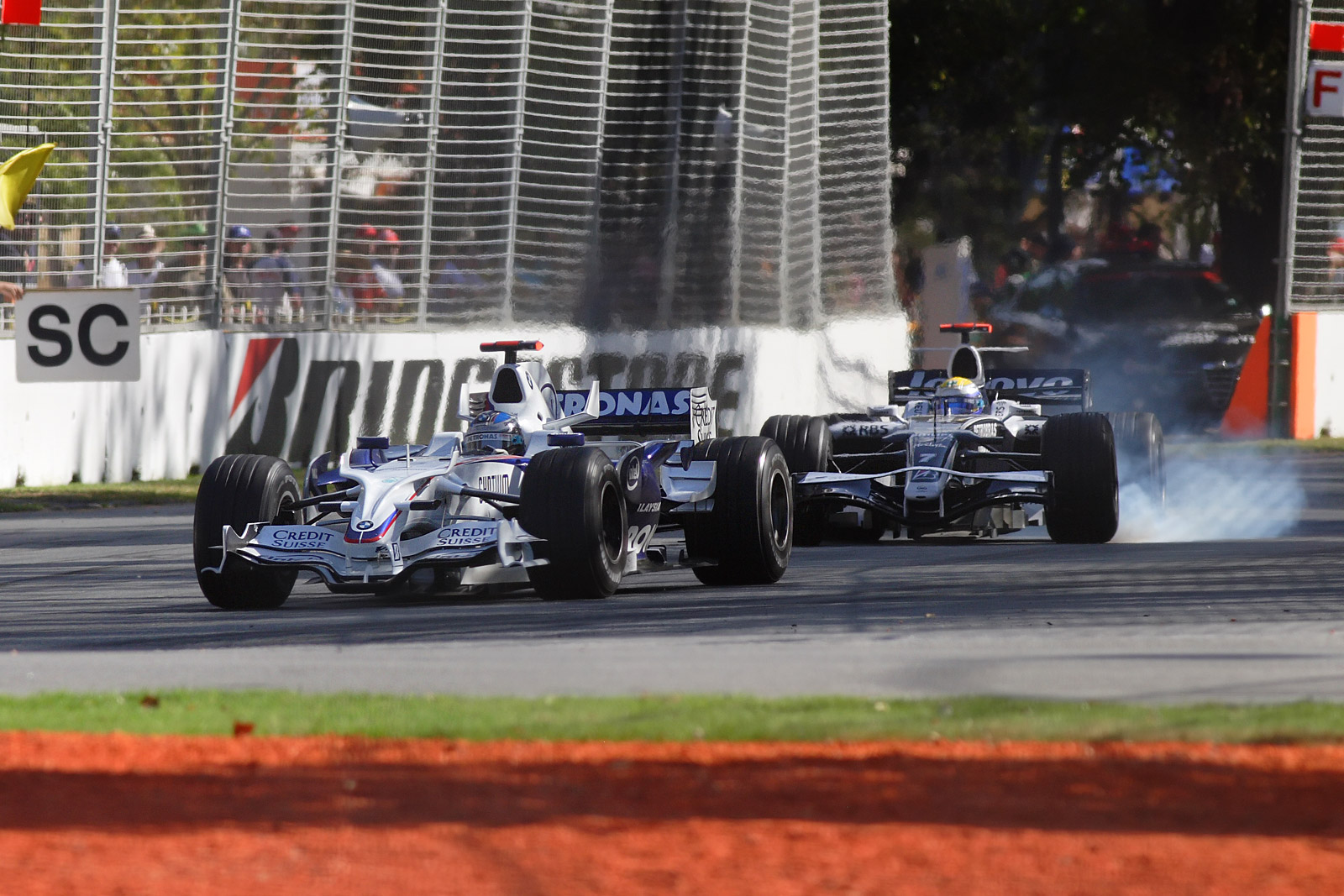
Heidfeld az évadnyitó ausztrál nagydíjon

A verseny után Kubica 3. és Heidfeld 4. helyével – történetében először – a csapat átvette a vezető helyet a konstruktőri világbajnokságban. A spanyol nagydíjon Kubica 4. lett, míg Heidfeld büntetése miatt pont nélkül, a 9. helyen végzett. A verseny után Mario Theissen csapatfőnök a bokszutca-szabályok módosítását sürgette, mert szerinte Heidfeld megbüntetése igazságtalan volt, a versenyzőnek mindenképpen ki kellett állnia a biztonsági autós időszakban, különben kifogyott volna az üzemanyaga. Mivel a Ferrari kettős győzelmet ünnepelhetett, a csapatvilágbajnokságban átvette a vezetést. A török nagydíjon Kubica – bár egy ideig Räikkönen előtt haladt – ismét 4., Heidfeld pedig ezúttal 5. lett. A rendkívül mozgalmas monacói nagydíjon Kubica egy ideig vezetett, végül Lewis Hamilton mögött másodikként ért célba, míg Heidfeld több kényszerű boxkiállástól hátráltatva 14. lett, így nem szerzett pontot. A kanadai nagydíjon, miután Räikkönen, Hamilton és Rosberg összeütközött a bokszutcában, Kubica vezetésével kettős BMW-győzelem született.
Ez volt a csapat első futamgyőzelme, egyben első alkalommal nyert kelet-európai versenyző. A francia nagydíjra nem tudta átmenteni a csapat a jó formáját: Heidfeld be sem jutott az időmérő edzés második szakaszába és csak a 11., Kubica az 5. helyről rajtolhatott.

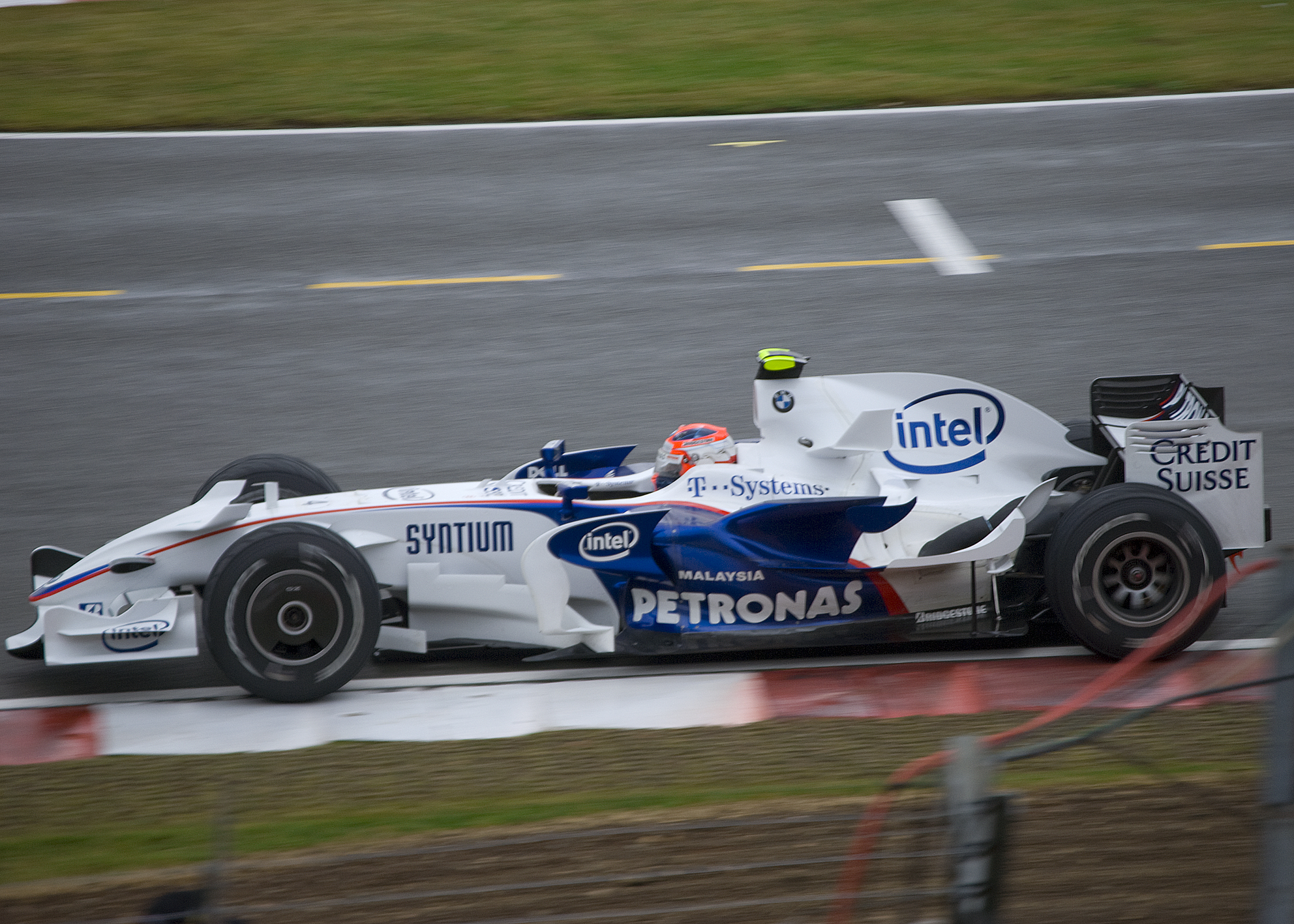
Kubica a brit nagydíjon

A versenyen nem tudták tartani a lépést a Ferrarikkal, Heidfeld pont nélkül zárt a 13. helyen, Kubica maradt ötödik. Az egyéni világbajnokságban átvette tőle a vezetést a versenyt megnyerő Massa. A brit nagydíj időmérőjén Heidfeld 5. lett, míg Kubica műszaki probléma miatt az utolsó szakaszban nem tudott mért kört teljesíteni, így csak a 10. helyre jutott be. A zuhogó esős, rendkívül izgalmas futamon Heidfeld a 2. helyre jött fel, Kubica pedig a 3. helyről kicsúszva pont nélkül végzett. A német nagydíj időmérő edzésén Kubica 7., Heidfeld pedig hazai pályáján mindössze 12. lett. A versenyen a Timo Glock balesete utáni biztonsági autós szakasz megkavarta az állást. Heidfeld így negyedik lett már másodszorra leggyorsabb körrel, míg Kubica csupán hetedikként ért célba. A magyar nagydíj időmérő edzésén Heidfeld az első szakaszban kiesett, mivel Bourdais hátráltatta őt, így nem tudott jó kört futni. Kubica a negyedik helyről rajtolt, de a versenyen csak az utolsó egy pontot tudta megszerezni. A BMW a nagydíj után visszaesett a konstruktőri versenyben a harmadik helyre, a McLaren mögé. Valenciában Kubica a harmadik helyről indult és abban a pozícióban is fejezte be a versenyt. Heidfeld csak kilencedik lett, így nem szerzett pontot. Belgiumban Heidfeld egy remek taktikával és Hamilton hátrasorolásának révén 2., míg Kubica 6. lett. Az olasz nagydíjon esős futamon Kubica harmadikként, míg Heidfeld ötödikként ért célba.
Fudzsiban a rajtból a legjobban Kubica jött ki, a hatodik helyről az elsőre jött föl. Alonso a boxkiállásoknál megelőzte a lengyelt, az utolsó körökben azonban sikerült maga mögött tartania Räikkönent. Heidfeld pont nélkül a 9. lett. Kínában a két BMW az ötödik és a hatodik helyen végzett. A szezonzáró brazil nagydíjon a csapat egyik versenyzője sem szerzett pontot.
Kubica az év végén pontegyenlőségbe került Räikkönennel (75 pont), és a lengyel a negyedik helyre szorult kevesebb győzelme miatt. Heidfeld is egy helyet rontott és a hatodik lett, őt a szezon végén domináló Fernando Alonso előzte meg 1 ponttal.

### 2009

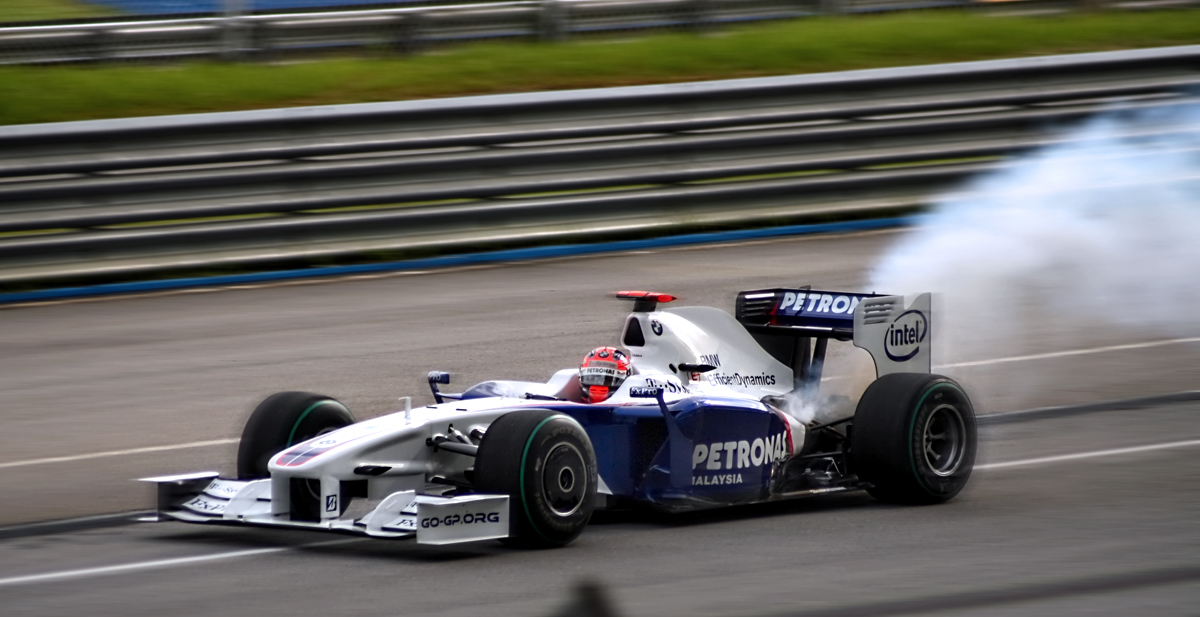
Kubica a maláj nagydíjon

2009-ben a csapat változatlan versenyzőfelállással kezdte az évet.
A KERS-t először csak Heidfeld autójában alkalmazták. A szezonnyitó ausztrál nagydíj végén a negyedik helyről induló, harmadik helyen autózó Kubica megérkezett a lelassult Sebastian Vettel mögé, ám az előzés következtében összeért a két autó, és mindketten kiestek. A BMW pont nélkül zárta a futamot.
A Maláj verseny 2. körében Kubica autójának motorja kigyulladt, így a lengyel kiesett a versenyből. A 10. helyről induló Heidfeld a 2. helyen autózott, amikor a heves eső miatt leintették a futamot. A rövid versenyen a pilóták megszerzett pontjaik felét kapták csak meg, Heidfeld így 4-et. A következő két futamon, Kínában és Bahreinben nem tudtak pontot szerezni. Bahreinben már Kubica autójában is alkalmazták a KERS-t, eredmény nélkül. Barcelonában új orrkúpot alkalmaztak, Heidfeld 7. lett. A csapat Törökországban vetette be a dupla fedeles diffúzort, itt Kubica szerzett pontot, 7. lett. A brit nagydíj időmérő edzése után Mario Theissen kijelentette, hogy a csapat nem használja a szezon hátralévő részében a KERS rendszert (pedig a BMW ragaszkodott a legerősebben a rendszer bevezetéséhez a szezon elején). A magyar nagydíj után, július 29-én bejelentették, hogy a csapat 2009 végén kiszáll a Formula–1-ből. A BMW Sauber 36 ponttal a 6. helyen végzett a konstruktőrök között.

## Újrakezdés (2010–)

### Harc a 13. helyért
2009 nyarán a BMW bejelentette, hogy kivonul a Formula–1-ből, csapatát pedig eladja. Ezért nem írta alá a Concorde Egyezményt, amivel nem volt meg a rajtjogosultsága, ezért pályáznia kellett a 13. helyért. A csapat viszonylag hamar vevőt talált, a Qadbak Investments társaságot. Mivel ez egy nagyon titokzatos hátterű cég volt, ezért az FIA egy negyedik új belépőt választott a 13. helyre. Később kiderült a vásárlóról, hogy offshore cég, tőke nem állt mögötte, a csapatot nem akarták versenyeztetni, hanem csak a kereskedelmi jogdíjakat akarták „lenyúlni”. Végül a BMW úgy döntött, hogy a korábbi tulajdonosnak, Peter Saubernek adja el a csapatot. Időközben egy másik nagyvállalat, a Toyota is bejelentette a kiszállást. Ők megtartották maguknak a csapatot, lemondtak a rajthelyről, ezért az FIA 2009. december 3-án bejelentette, hogy a Sauber indulhat a 2010-es évadban. Bár a BMW-nek már semmilyen szerepe nem volt a csapatban (a motorszállító újra a Ferrari lett), egy évig hivatalosan még a BMW Sauber nevet viselték. Ennek oka, hogy korábban már törölték a csapat nevezését, ezért csak azonos névvel ismerték el a jogfolytonosságot, ami anyagilag kedvezőbb, mint az újonc státusz. Ezért a 2010-es évadban BMW Sauber-Ferrari volt a csapat neve.

### 2010: A visszatérés éve

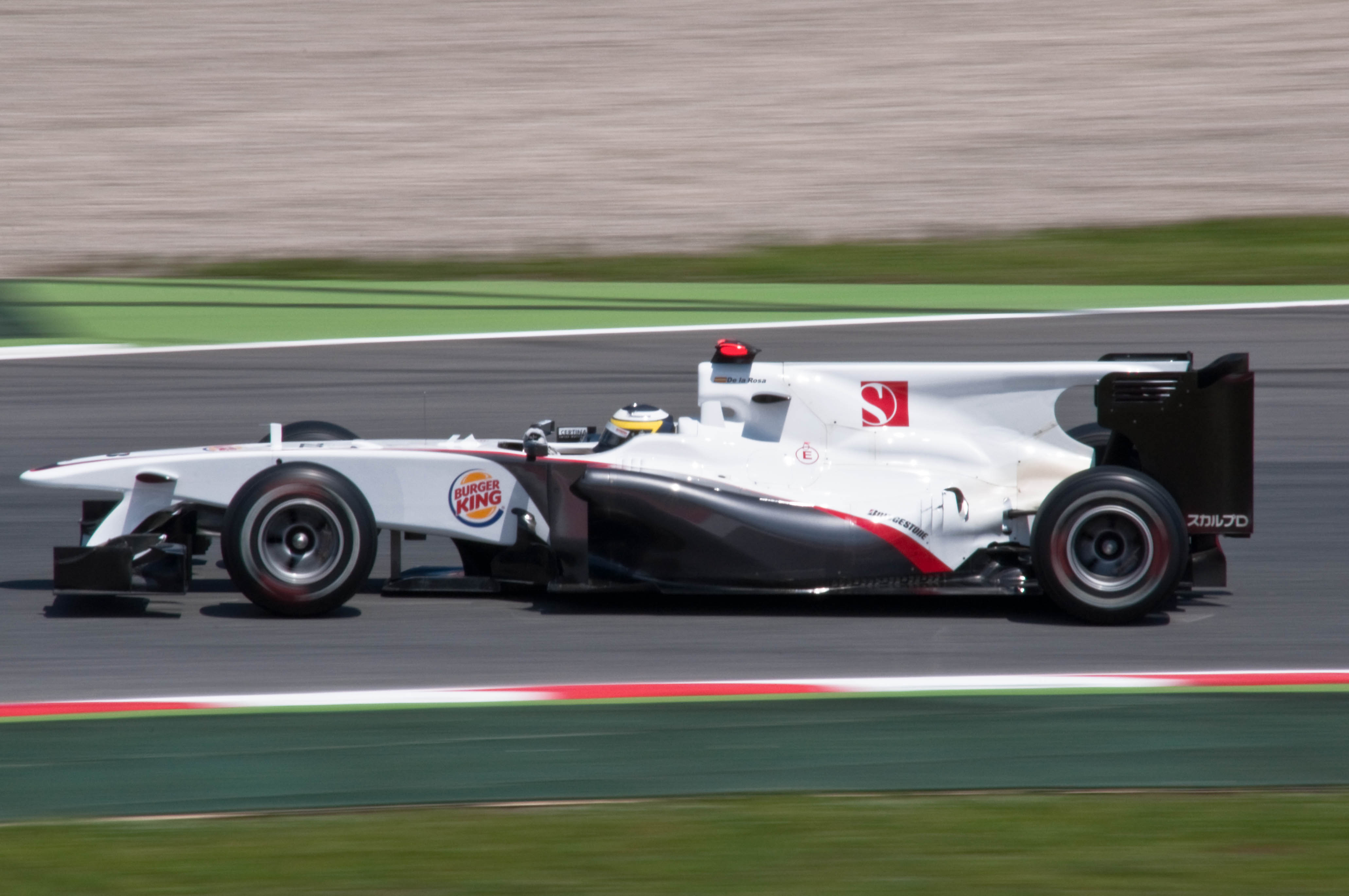
de la Rosa a spanyol nagydíjon

A csapat versenyzői a 2010-es szezonra az újonc japán Kobajasi Kamui és a tapasztalt visszatérő Pedro de la Rosa voltak.
A visszatérés éve nem kezdődött jól a csapatnak, hiszen az első 6 versenyen se De la Rosa, se Kobajasi nem tudott pontot szerezni. A bahreini nagydíjon mindketten kiestek, az ausztrál nagydíjon De La Rosa 12. lett, Kobajasi balesetet szenvedett. A maláj futamon a spanyol nem indult, a japán kiesett. A kínai és a monacói nagydíjon mindketten kiestek, a spanyol GP-n pedig csak Kobajasi ért célba.
A török nagydíjon azonban megtört a jég: Kobajasi pontot szerzett 10. helyezésével, De La Rosa pedig 11. lett. A rosszul sikerült kanadai verseny után az európai nagydíjon mindketten pontszerző helyen értek célba! Kobajasi 7. lett (sokáig a 3. helyen haladt, megelőzte Alonsót, és az utolsó kanyarban Buemit is), De La Rosa azonban nem örülhetett, mert biztonsági autó alatti gyorshajtás miatt megfosztották 10. helyezésétől. A Brit nagydíjon a japán a 6. helyen ért célba, a német nagydíjon viszont nem szereztek pontot (11. és 14. helyen értek célba). A magyar nagydíjon azonban a spanyol bejutott a Q3-ba, és 7. lett, Kobajasi pedig a 23. rajthelyről szenzációsan zárkózott fel kilencediknek. A belga futamon a japán ismét pontszerző lett, az olasz futamon azonban mindketten kiestek.

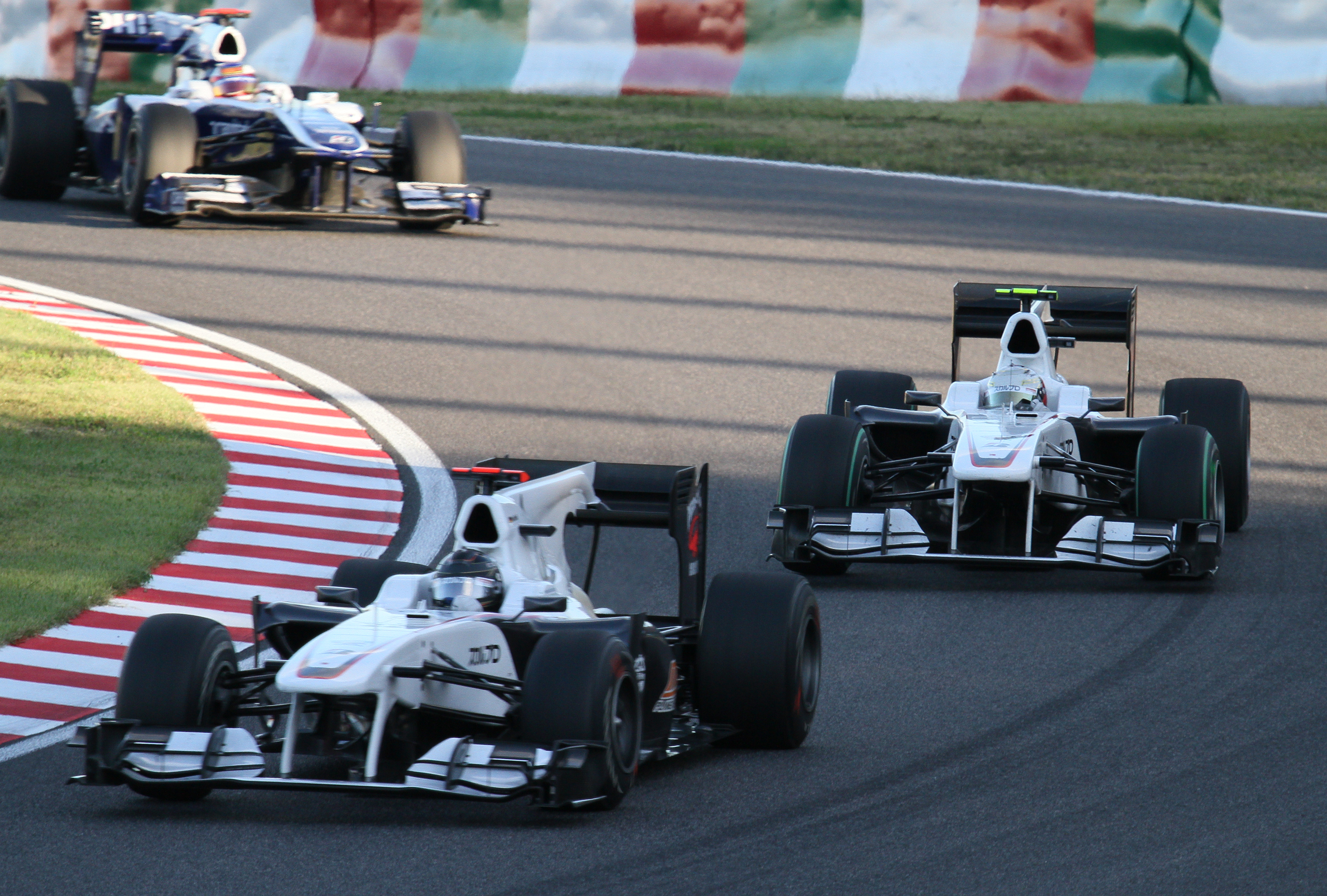
Kobajasi és Heidfeld Szuzukában

Az olasz verseny után a rosszul teljesítő spanyolt Nick Heidfeld váltotta fel. A szingapúri nagydíjon mindketten ütköztek (Kobajasi a híd lábának, Heidfeld Schumachernek). A japán nagydíjon másodszor szereztek mindketten pontot, Kobajasi 7. lett 5 visszafordítóban történt előzéssel (Alguersuari, Sutil, Alguersuari, Barrichello, Heidfeld), a német pedig a nyolcadik helyen ért célba. Az esős koreai futamon mindketten pontot szereztek (8., 9. helyezés), a brazil futamon pedig Kobajasi ért be pontszerző helyre. Az Abu Dzabi nagydíjon Heidfeld lett jobb, de nem szereztek pontot.
Végül a konstruktőri pontverseny 8. helyén végeztek, 44 ponttal.

### 2011
2011-ben a csapat két versenyzője Kobajasi Kamui és a de la Rosát váltó mexikói Sergio Pérez volt. Ausztráliában Kobajasi 8., Pérez egy boxkiállással 7. lett élete első F1-es versenyén, de utólag a hátsó szárny szabálytalansága miatt mindkettőjüket kizárták. Malajziában Kobajasi Schumachert és Webbert is megelőzve lett hetedik. Kínában és Isztambulban is 10. lett Kobajasi, utóbbi versenyen az utolsó helyről indulva. A spanyol nagydíjon mindketten pontot szereztek, Pérez 9., Kobajasi 10. lett. A monacói időmérőn Pérez az alagút kijáratánál súlyos balesetet szenvedett, így a versenyen nem indult, a japán viszont 5. helyével 10 ponttal gazdagodott. Az esős kanadai versenyen a sérült Pérezt Pedro de la Rosa helyettesítette, és 12. lett, Kobajasi pedig 7., úgy, hogy a piros zászló felmutatása után a második helyen állt. 

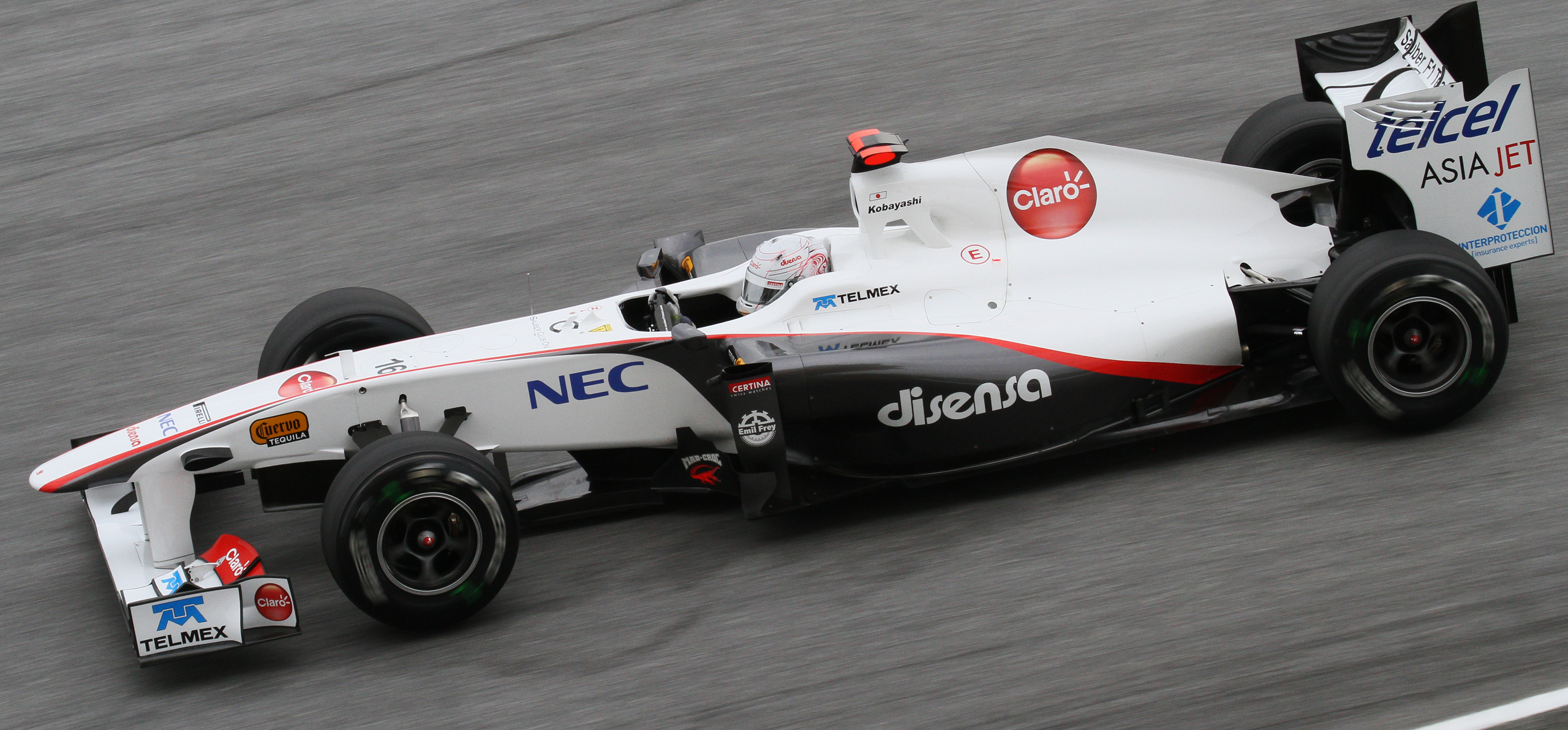
Kobajasi Malajziában

 Az európai nagydíj nem sikerült jól a csapatnak, Silverstoneüban viszont a mexikói az évi legjobb eredményét érte el a hetedik hellyel. Németországban Kobajasi pontot szerzett, de az ezt követő magyar, belga és olasz nagydíj nem sikerült jól egyiküknek sem. Szingapúrban és Suzukában Pérez tudott pontot szerezni, utóbbi versenyen 8. lett. Koreában nem, Indiában 1 pontot szereztek, de az utolsó két versenyen, Abu Dzabiban és Brazíliában Kobajasi ismét szerzett pontokat.
Végül a konstruktőri világbajnokság 7. helyén végeztek, 44 ponttal, ugyanannyival, mint 2010-ben.

### 2012

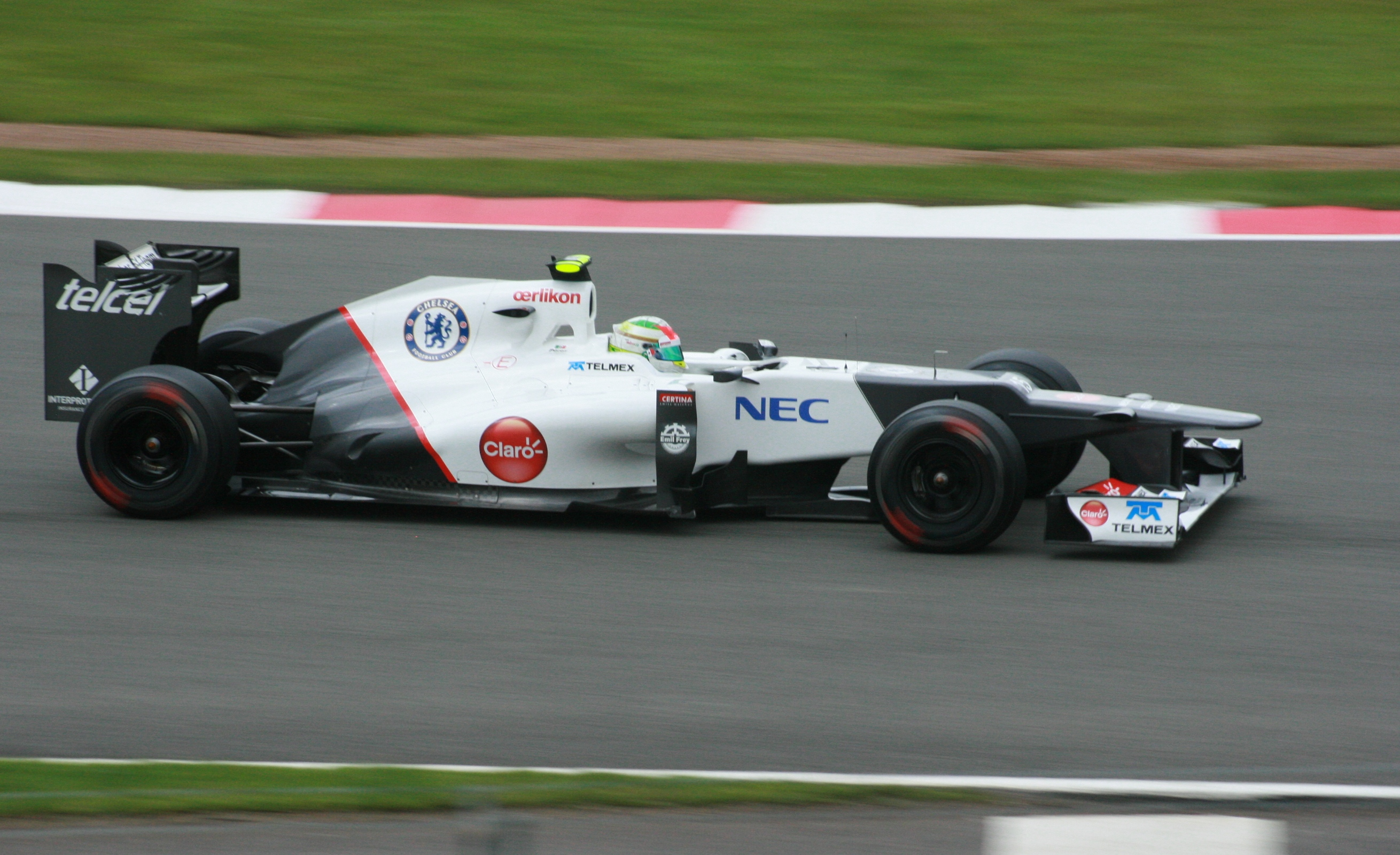
Perez a brit nagydíjon

2012-ben változatlan felállással kezdték meg az évet. A szezonnyitó ausztrál nagydíjon mindketten pontot szereztek, Kobajasi 6., Pérez a 8. helyen ért célba. Az esős maláj nagydíjon Kobajasi kiesett, míg Pérez Fernando Alonso mögött a 2. helyen ért célba, ezzel a csapat addigi történetének legjobb eredményét produkálva. Kínában Kobajasi 10. lett, Pérez a 11. lett. Bahreinben egyikük sem szerzett pontot, Kobajasi 13., Pérez a 11. lett. Spanyolországban Kobajasi 5. lett, Pérez kiesett. Monacóban egyik Sauber sem szerzett pontot, Kobajasi kiesett, míg Pérez csak a 11. lett. Kanadában mindkét Sauber szerzett pontot, Kobajasi a 9. helyen ért célba, Pérez pedig Malajzia után újfent dobogóra állhatott, ezúttal a 3. helyen végzett Lewis Hamilton és Romain Grosjean mögött. Az Európai Nagydíjon Kobajasi kiesett, Pérez 9. lett. A Brit Nagydíjon egyikük sem szerzett pontot, Pérez kiesett, Kobajasi 11. lett. Németországban jó versenyt teljesítettek, Kobajasi 4.-ként ért célba, míg Pérez a 6. helyen ért célba. Magyarországon már nem volt ilyen jó versenyük, Pérez csak a 14. helyen ért célba, Kobajasi a hidraulika hibája miatt kiesett, de a 18. helyen értékelték mert teljesítette a verseny 90%-át. Belgiumban sem szereztek pontot, Pérez kiesett, Kobajasi csak a 13. lett. Olaszországban Pérez remek versenyt futott, és a 2. helyen tudott végezni Lewis Hamilton mögött, míg Kobajasi a 9. lett. Szingapúrban Pérez 10. lett, Kobajasi csak a 13. lett. Japánban Kobajasi Kamui hazai közönség előtt a 3. helyen ért célba Sebastian Vettel és Felipe Massa mögött, míg Pérez a 18. körben kicsúszott, ezzel kiesett. Koreában egyikük sem szerzett pontot, Kobajasi kiesett, Pérez a 11. lett. Indiában sem volt jó versenyük, Kobajasi csak 14. lett, Pérez kiesett. Az abu-dzabi nagydíjon Kobajasi 6. lett, Pérez csak a 15. lett. Az amerikai nagydíjon egyikük sem szerzett pontot, Pérez a 11., míg Kobajasi a 14. lett. A szezonzáró brazil nagydíjon Kobajasi 9. lett, Pérez pedig kiesett. A Sauber 126 ponttal a 6. lett a konstruktőri versenyben, Sergio Pérez 66 ponttal a 10. lett, Kobajasi Kamui pedig 60 ponttal a 12. lett a végelszámolásnál.

### 2013

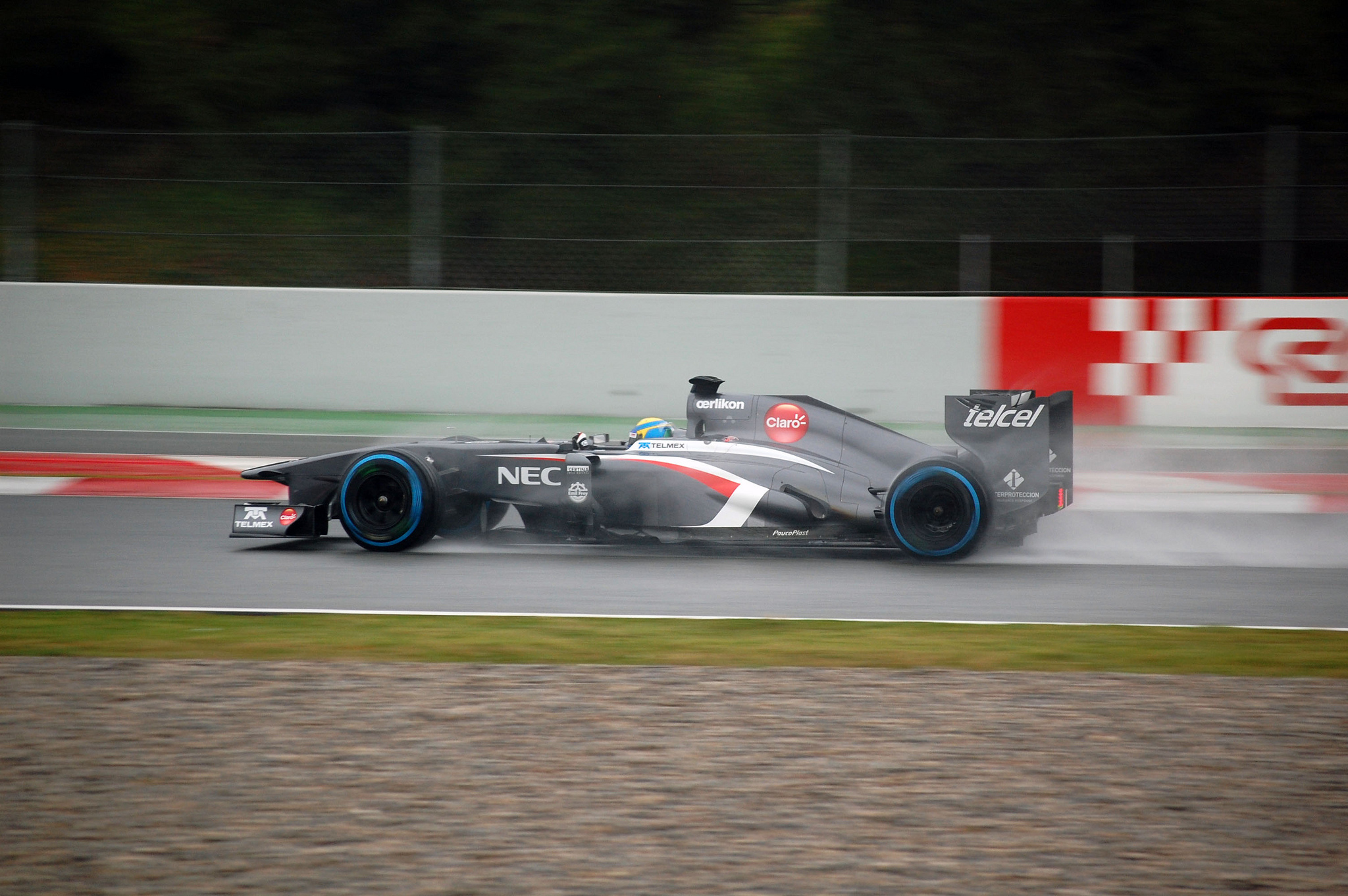
Gutiérrez teszteli a C32-t

2013-ban új versenyzőpárossal kezdték meg az évet, Sergio Pérez a McLarenhez távozott, Kobajasi Kamuit menesztették, Nico Hülkenberg érkezett a csapathoz a Force Indiától, míg a másik pilótájuk az előző évi tesztpilóta Esteban Gutiérrez lett. A csapat 2013. évi autóját, a C32-t Hinwilben mutatták be 2013. február 2-án. A kasztni szürke festésben mutatkozott, csakúgy, mint a '90-es évek Sauberjei. Annak ellenére, hogy a szezon második fordulóján, a maláj nagydíjon Hülkenberg az ígéretes 8. heyen ért célba, hamar kiderült, hogy a C32 messze nem volt olyan versenyképes, mint elődjei. Hülkenberg a szezon feléig csak némelyik versenyen tudott 1-1 pontot gyűjteni, újonc mexikói csapattársa pedig végigszenvedte a szezon háromnegyedét 0 ponttal a neve mellett. 

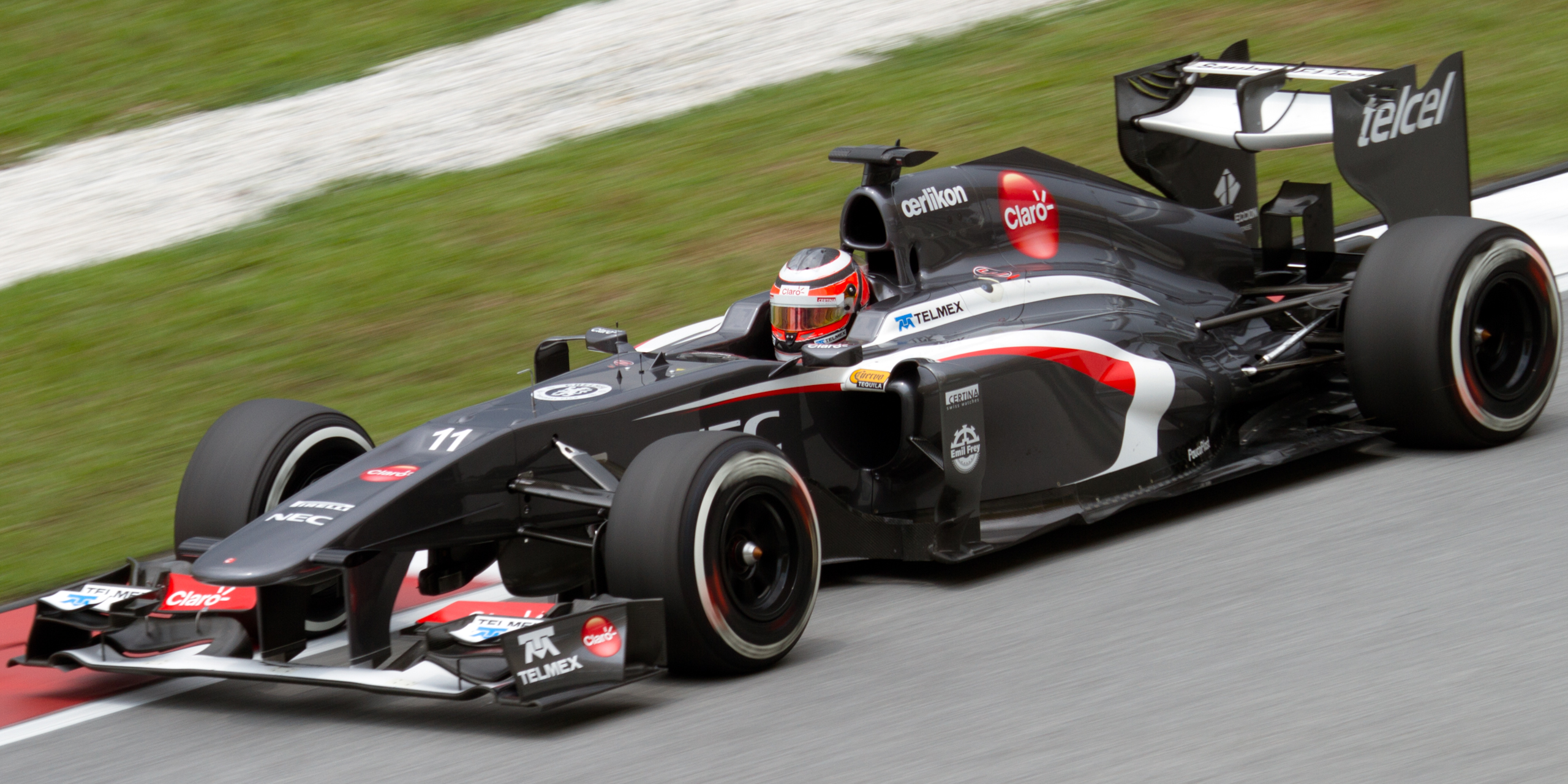
Hülkenberg a maláj GP-n

 Az olasz nagydíjon Hülkenberg ezek ellenére sokkot okozott, amikor az időmérőn a 3. helyre kvalifikálta az autóját, a versenyen pedig mindkét Ferrarit nyomás alá helyezte, végül 5. helyen fejezhette be a futamot.
A szingapúri Grand Prix-n mind Hülkenberg, mind Gutiérrez a 6. és 7. helyeket foglalták el a biztonsági autós fázis alatt, de az abroncsok a verseny végére elkoptak, minek köszönhetően Hülkenberg a 9., Gutiérrez pedig csak a 12. helyen ért célba.
Koreában a német a 4. helyen végzett, aminek következtében a Sauber megelőzte a Toro Rosso-t a ranglistán a 7. helyért összetettben.
A japáni versenyen a csapat azévi első kettős pontszerzését Hülkenberg egy 6. hellyel támogatta, Gutiérrez pedig egy, a Mercedeses Nico Rosberg-gel való fantasztikus csata után a 7. helyen ért be.
Az utolsó két fordulóban Hülkenberg ismét pontokat szerzett, 2013-at pedig a csapat 57 ponttal fejezte be a 7. helyen.

### 2014

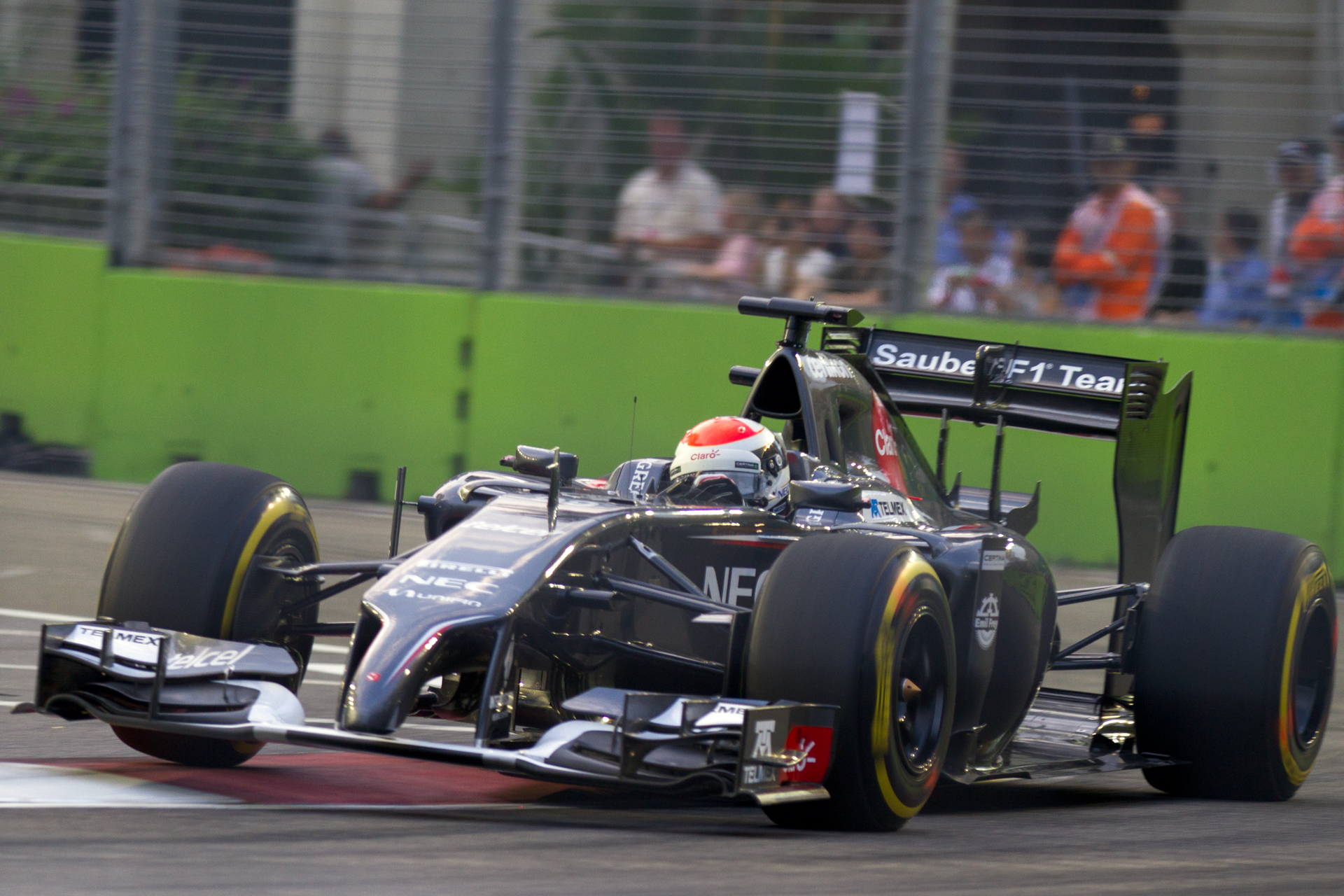
Adrian Sutil a C33 volánja mögött

2014 februárjában az IndyCar-ban versenyző Simona de Silvestro-val a csapat aláírt, mint tesztpilóta, és mint lehetséges 2015-ös állandó versenyző. Év végére de Silvestro már nem volt a csapat tagja.
A szezonra Esteban Gutiérrez megmaradt, csapattársa pedig Adrian Sutil lett, miután Nico Hülkenberg visszatért a Force India alakulathoz.
A Sauber egész szezonban küzdött, ám a C33-as konstrukció, valamint az ezévi motorformula és szabályváltoztatások nem hatottak pozitívan a csapat teljesítményére, és a csapat történelmében először egyetlen pontot sem szereztek 2014-ben.

### 2015
2014. november 1-jén bejelentették, hogy a svéd Marcus Ericsson 2015-ben a csapat állandó pilótája lesz. Négy napra rá csapattársára is fény derült, aki a brazil újonc Felipe Nasr lett. A Ferrari Driver Academy tagjával, Raffaele Marciello-val aláírtak, mint tesztpilóta, így pedig kiegészült a svájciak 2015-ös felállása. A Nasr-ral érkező szponzor, a Banco do Brasil-lal kötött megállapodás szerint az azévi konstrukció, a C34 új designt kapott, és a festés kék-sárgára változott.

#### A van der Garde-ügy
A szezon előtt a Sauber részt vett a 2014-es tartalékpilóta, Giedo van der Garde által indított jogi eljárásban. 2015. március 5-én van der Garde nemzetközi választottbírósági eljárás keretében részleges ítéletet kapott a Svájci Kamarák Választottbírósága által, amely fenntartotta a pilótaszerződést van der Garde számára a Sauber istállónál 2015-re. A Sauber ezt megsértette, amikor aláírt Felipe Nasr-rel és Marcus Ericsson-nal 2014 novemberében. Annak ellenére, hogy a svájci bíró elrendelte a Sauber számára, hogy „tartózkodjon minden olyan intézkedéstől, amelynek hatása megfosztaná Mr. van der Garde részvételi jogosultságát a 2015-ös Formula–1-es szezonban a Sauber egyik ülésétől", további jogi lépésekre volt szükség ahhoz, hogy az ítéletet végrehajtsák.  A 2015. március 13–15-én tartott ausztrál nagydíj előtt van der Garde egy olyan ausztrál bírósághoz fordult, ami március 11-én és március 12-én, a Sauber sikertelen fellebbezését követően első fokon elrendelte, hogy Melbourne-ben versenyezhessen. Mivel fennállt annak a kockázata, hogy a vagyonát lefoglalják a bírósági utasítások betartása miatt, a csapat úgy döntött, hogy kihagyja a pénteki első szabadedzést, amíg a Sauber csapatfőnöke, Monisha Kaltenborn ellen folytatott megvetés bírósági eljárása tart. A médiaspekuláció szerint viszont, Bernie Ecclestone beavatkozásának köszönhetően a sportág további negatív nyilvánosságának elkerülése érdekében Ericsson és Nasr is részt vehetett a péntek délutáni második szabadedzésen. Az ügyet ideiglenesen 2015. március 14-én szombaton tárgyalták, miután Giedo van der Garde bejelentette, hogy lemond a Melbourne-i versenyről azzal a céllal, hogy a jövőben állandóbb megoldást találjon. 

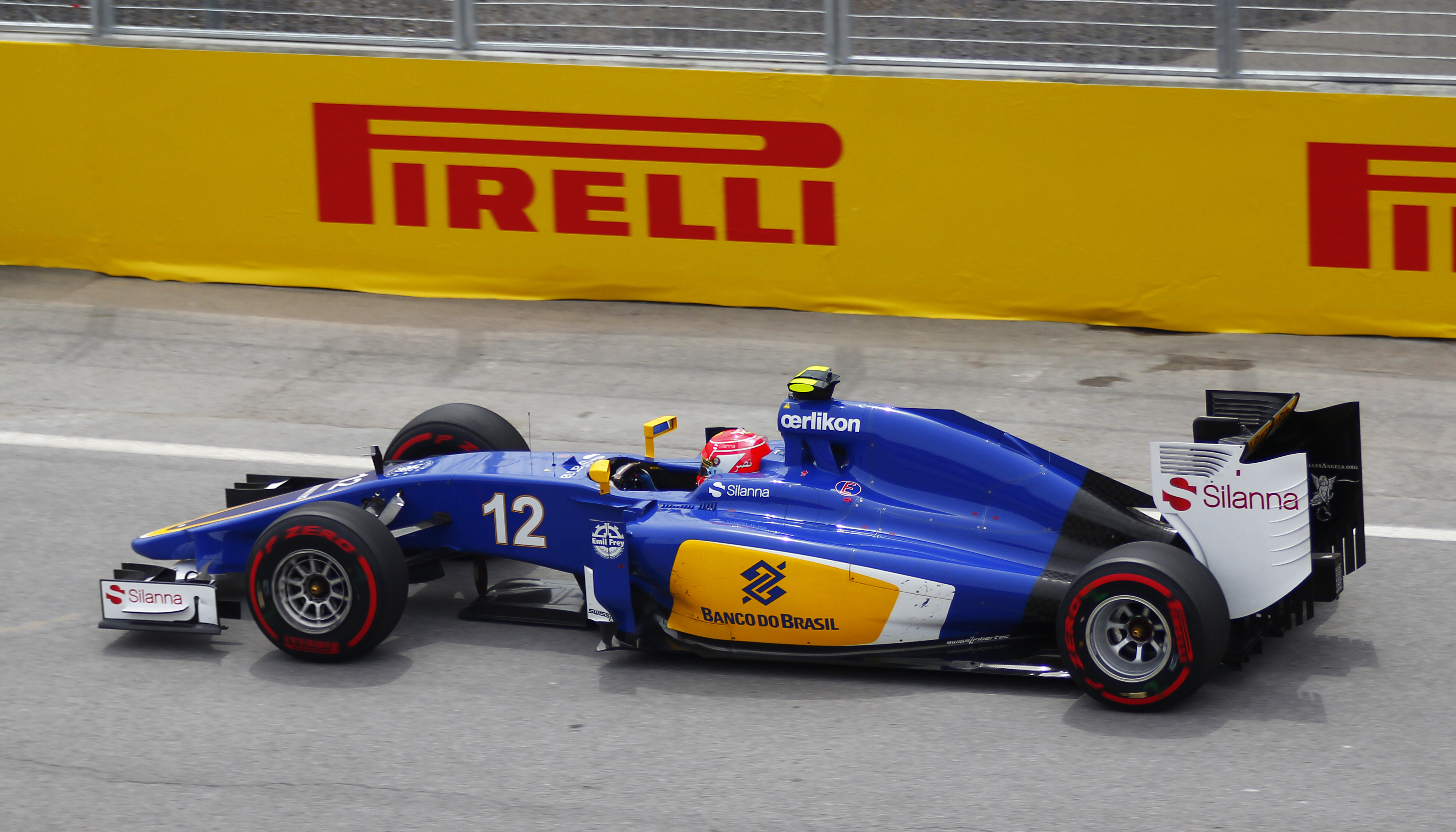
Nasr a Sauber C34-ben

 A Sauber és új versenyzői, Ericsson és Nasr így teljesíthették a szombati időmérő edzést, és a vasárnapi kettős pontszerzéssel zárult versenyt. Három nappal később, 2015. március 18-án, van der Garde megerősítette, hogy ő és a csapat közös megegyezéssel egyezséget kötöttek, amely szerint a holland egyszer s mindenkorra lemond a csapat üléséről a Formula–1-ben 16 millió dolláros kártérítés ellenében. A vitát azonban továbbvitte egy nyilatkozat van der Garde részéről, amely további háttereket tárt fel, és jelezte, hogy szándékban áll azon versenyzők jogainak előmozdítása is, akik szerződéseit hátráltatják. A Sauber meglepődöttségét fejezte ki van der Garde egyezség utáni nyilatkozatára, és nem kívánt további megjegyzést tenni az ügyben.
A vita rendezése után a Sauber az előző évhez képest javult, egész éves legjobb eredményük egy 5. hely volt Nasr részéről a szezonnyitón, ausztráliában. Az évet nyolcadikként fejezték be a konstruktőrök között, megelőzve a McLaren-t és a Manor-t.

### 2016
2015. július 23-án a Sauber megerősítette, hogy az Ericsson-Nasr páros megmarad 2016-ban is.

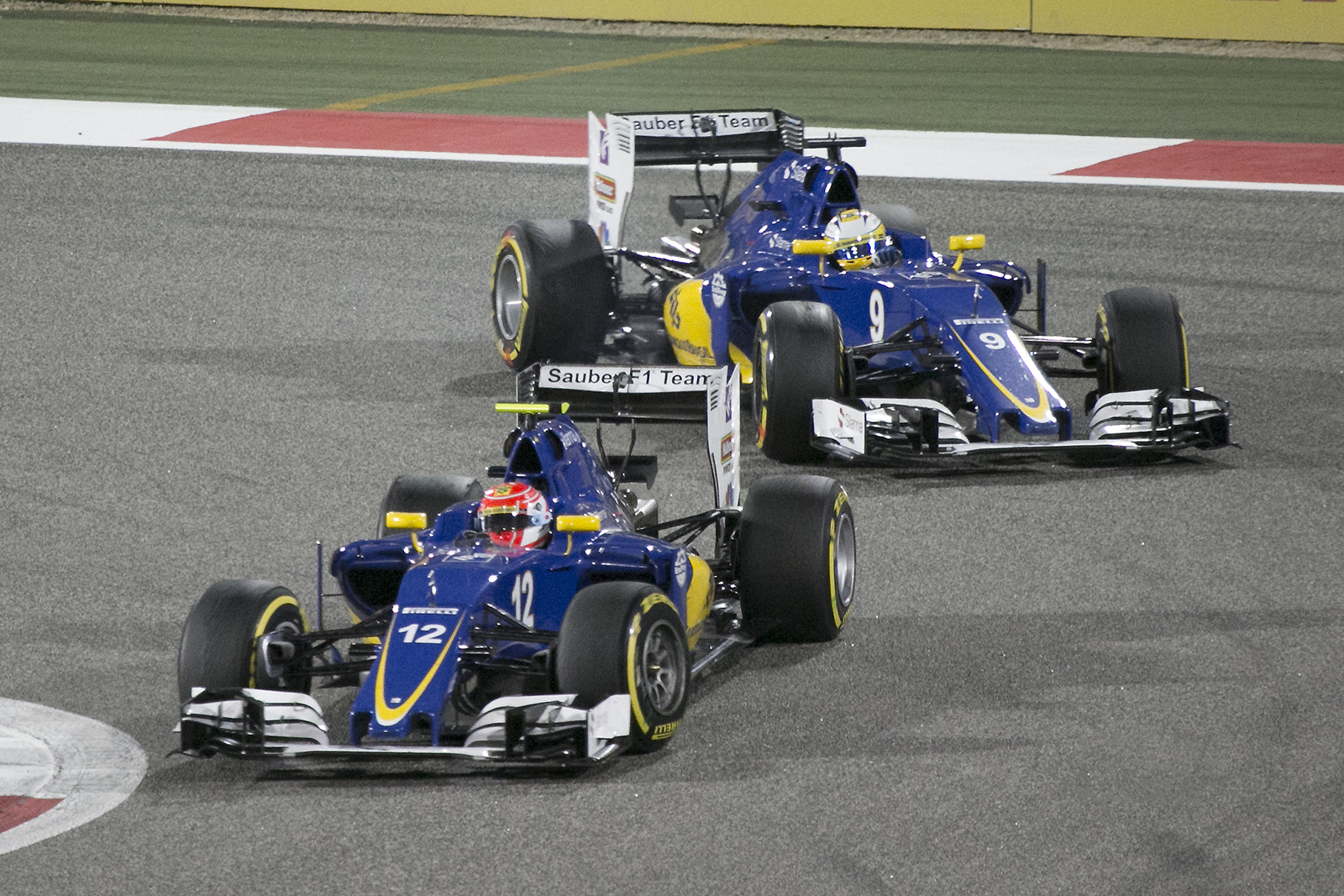
A Sauber párosa

2016. július 20-án bejelentették, hogy a svájci székhelyű befektetési vállalkozás, a Longbow Finance megvásárolta mind Peter Sauber, mind Monisha Kaltenborn részvényeit a csapatnál, ami a Longbow Finance-t a Sauber egyedüli tulajdonosává tette. Pascal Picci lett Peter Sauber utódja az igazgatóság és az elnökség élén. Monisha Kaltenborn maradt a Saubernél csapatfőnökként. A felvásárlás a cég által számos spekulációt eredményezett a csapat jövőjéről. A Sauber évek óta anyagi gondokkal küzdött a tulajdonosváltás előtt, gyakran nem tudták kifizetni a csapattagoknak a fizetéseiket.
A szezon során a csapat csak egyszer szerzett pontokat; Felipe Nasr brazil nagydíjon szerzett 2 pontjával a csapat az utolsó előtti pillanatban előzte meg összetettben a Manor istállót, és menekült meg a csődtől. Az évet a 9. helyen fejezték be, 2 ponttal a nevük mellett.

### 2017
2016. november 11-én a Sauber bejelentette, hogy Marcus Ericsson harmadik évét is megkezdheti a csapatnál 2017-ben. 2017. január 16-án a csapat bejelentette csapattársát, a fent említett csődöt jelentett Manor istállótól átigazoló Pascal Wehrlein szerződtetését Felipe Nasr helyére.

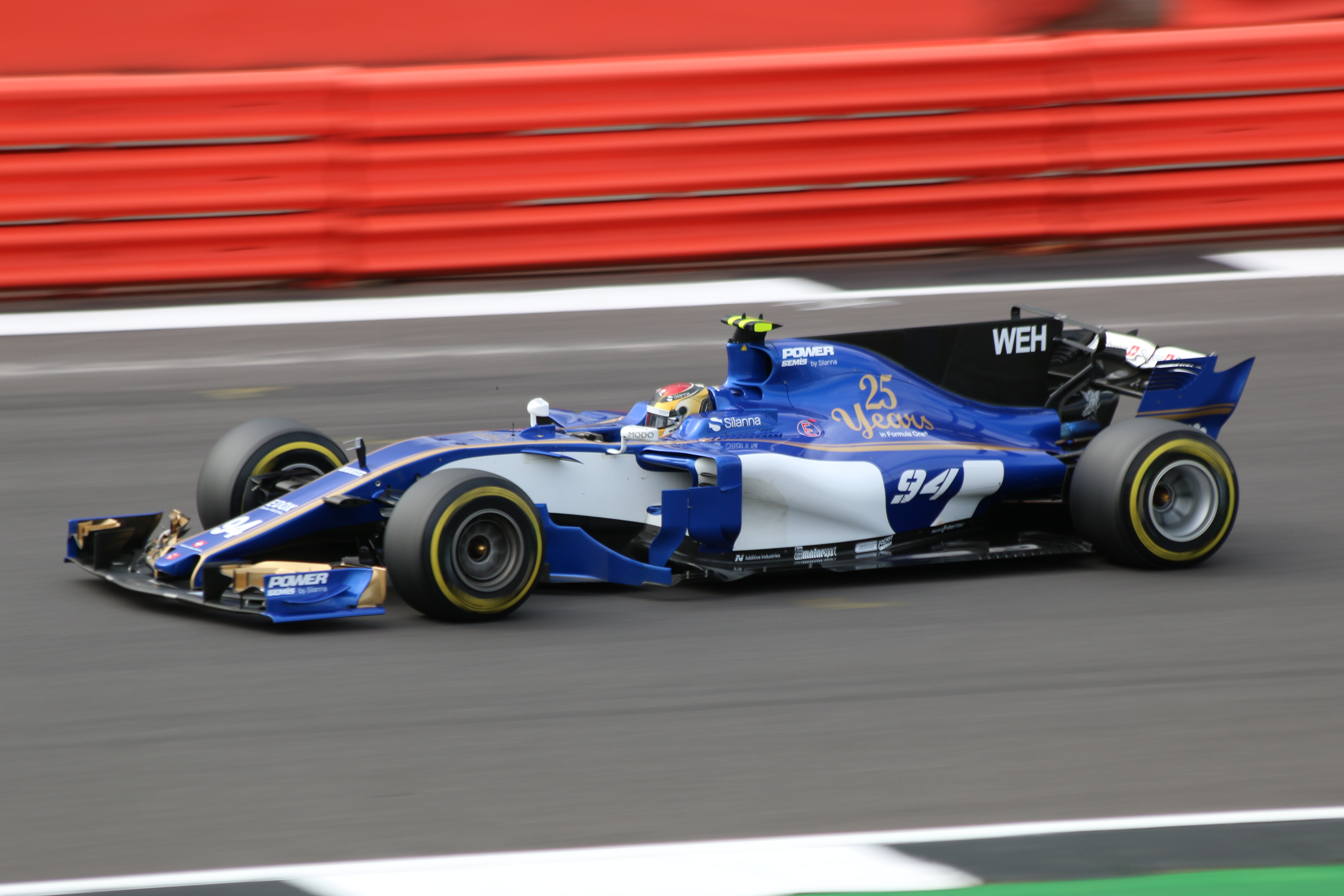
Wehrlein a különleges festésű Sauber mögött

 Miután a 2017 januárjában megrendezett Bajnokok Tornáján Wehrlein megsérült egy balesetben, a Ferrari harmadik számú pilótája, Antonio Giovinazzi helyettesítette őt a szezon előtti teszten. Bár Wehrlein az ausztrál nagydíj-ra már látszólag felépült, a szabadedzések után bejeltetették, hogy a német nincs olyan edzettségi állapotban, hogy egy teljes versenytávnak nyugodt szívvel nekivágjon, ezért a versenyhétvége hátralévő részére visszaültették Giovinazzi-t, aki 2011 óta az első olasz versenyző lett a Formula–1-ben. A következő, kínai Grand Prix-n Giovinazzi első teljes versenyhétvégéjét teljesítette, ám a futam harmadik körében a célegyenesen ráhajtott egy vízátfolyásra, és nekisodródott a falnak, aminek következtében kiesett a versenyből. A bahreini nagydíjra Wehrlein már megkezdhette a munkát csapatával.
Az azeri nagydíjt megelőző napokban megerősítették, hogy az első női csapatfőnök, Monisha Kaltenborn nem tudott dűlőre jutni az istálló elnökével, Pascal Picci-vel, így elhagyja a csapatot, szerepét pedig a korábbi Renault-csapatfőnök, Frédéric Vasseur váltotta fel. Az év első felében Wehrlein tudott 4+1 pontot szerezni Spanyolországban és Azerbajdzsánban, de 2017 második felében lejtmenet mutatkozott. Az évet 5 ponttal maguk mögött sereghajtóként zárták.

## Partnerség az Alfa Romeo-val
2017 áprilisában megerősítették, hogy a Sauber egy új érát nyit a Hondával közösen, 2017. július 27-én azonban bejelentették, hogy a Sauber "stratégiai okok" miatt törli a partnerséget a jövőre nézve. Egy nap múlva a csapat megerősítette új, többéves szerződését a Ferrarival korszerű erőforrásairól 2018-tól kezdődően. 2017. november 29-én a Sauber bejelentette, hogy többéves technikai és kereskedelmi partnerségi megállapodást írt alá az Alfa Romeo-val, így 2018-ra a csapat neve is megváltozott Alfa Romeo Sauber F1 Team-re.

### 2018

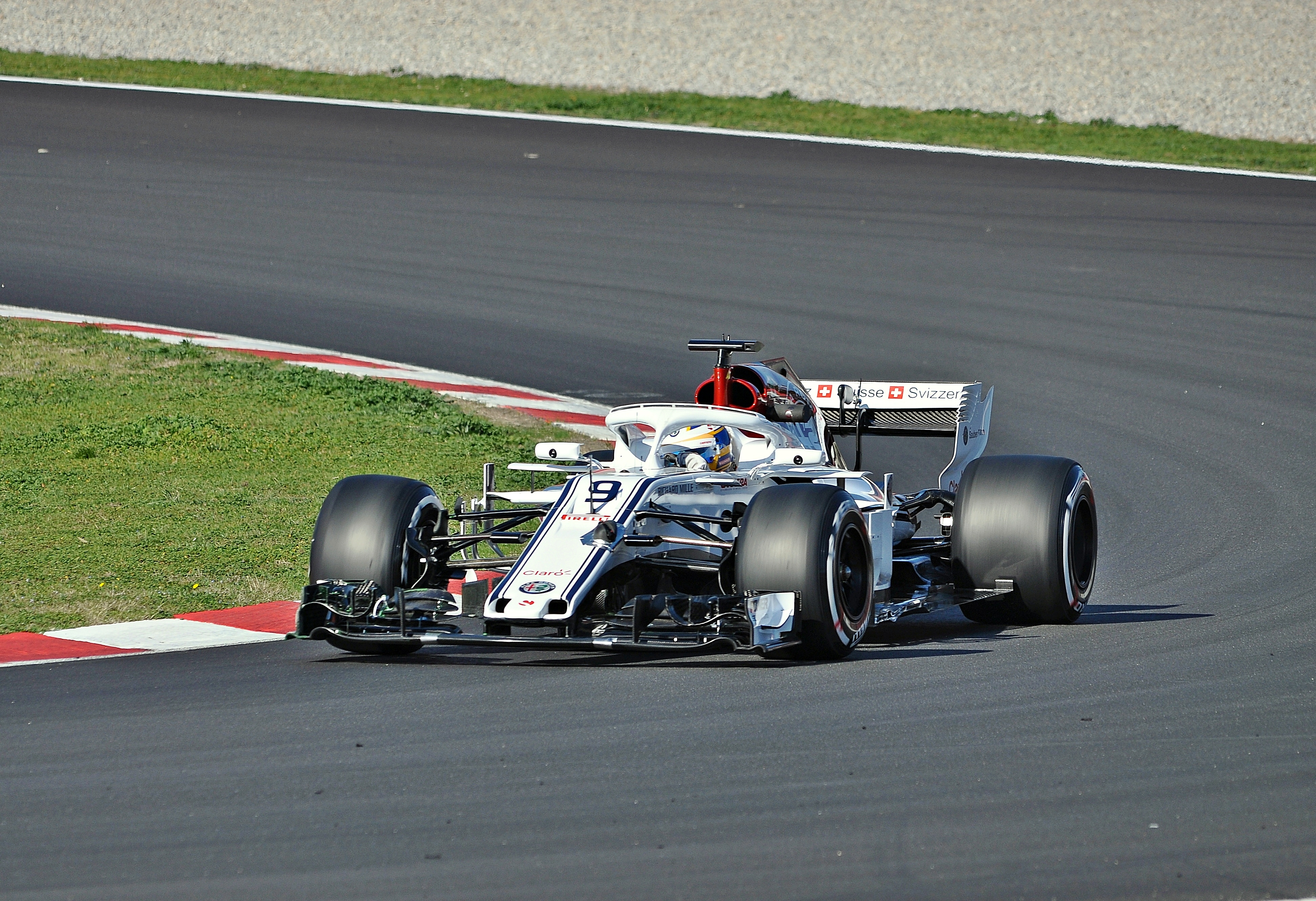
Ericsson a szezon előtti teszten

2017. december 2-án bejelentették, hogy az előző évi F2-győztes monacói Charles Leclerc és Marcus Ericsson lesznek 2018-ban a svájci alakulat pilótái. A csapat festése az Alfa Romeo-nak köszönhetően változott, ebben az évben bordó-fehér színben tündökölt a C37.

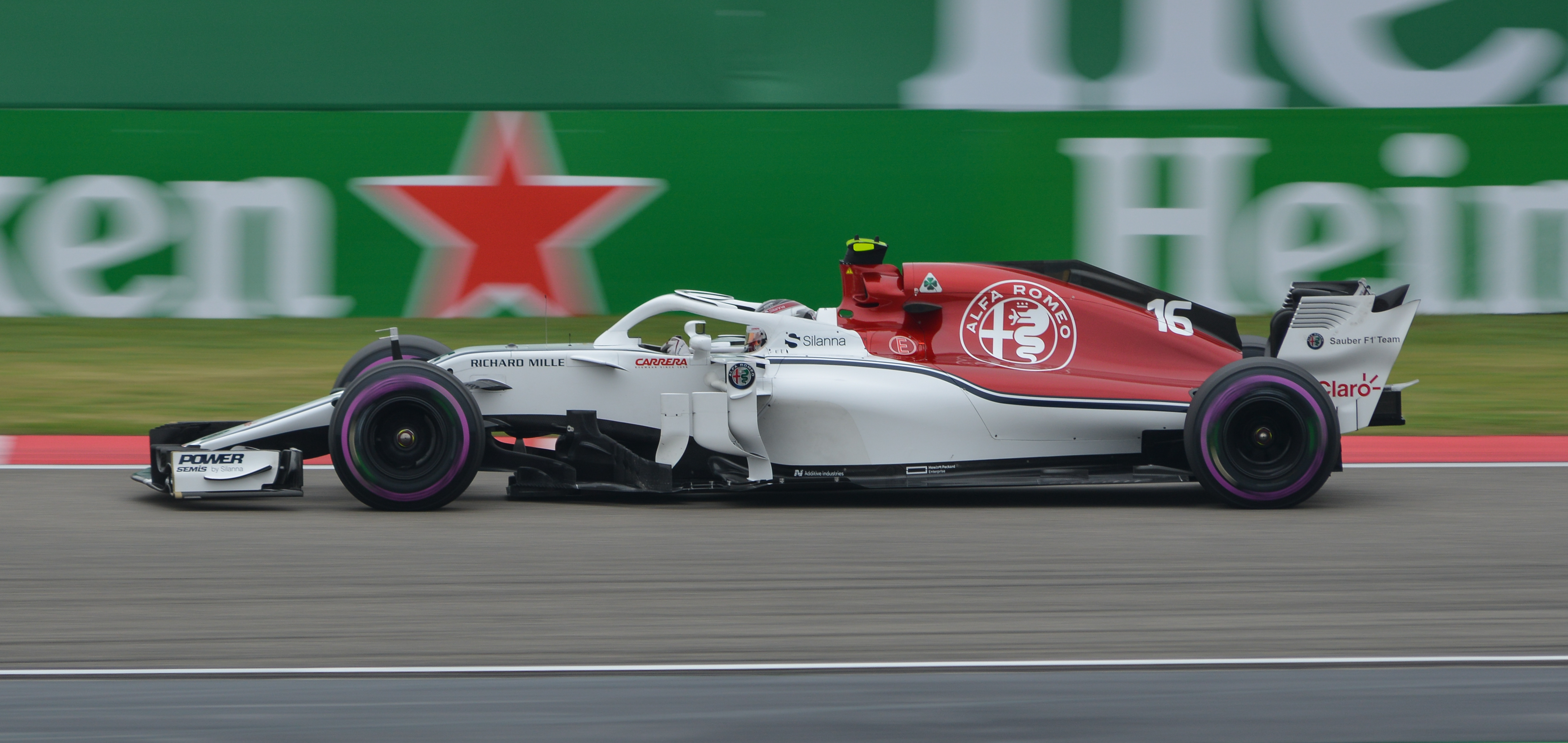
Az új festés Leclerc autóján

2018. április 8-án a bahreini nagydíjon Ericsson a 9. helyen fejezte be a futamot, és 2 pontot gyűjtött az Alfa Romeo Sauber számára egykiállásos stratégiával. 
Két versennyel később Leclerc megszerezte első 8 pontját a Formula–1-ben, egy előkelő 6. hellyel az azeri nagydíjon. 
Spanyolországban Leclerc ismét bizonyított, és a 10. helyen fejezte be a versenyt.
A monacói Kanadában és Franciaországban is pontot szerzett, Ausztriában pedig a csapat 2015 óta az első kettős pontszerzését aratta, Leclerc a 9., míg Ericsson a 10. helyen fejezte be a versenyt. 
A visszatérő német nagydíjon Ericsson 2, míg két versennyel később a belga nagydíjon 1 pontot szerzett. 
A belga nagydíjat megelőzően Sauber bejelentette, hogy a Globe Air osztrák magánlégitársaság üzemeltetőjével szponzorációs szerződést kötöttek.
Az idény második felében futamonként szereztek pontokat kisebb megszakításokkal, és 2013 óta először szereztek negyvennél több pontot, szám szerint 48-at. Ez a mennyiség a konstruktőri 8. helyig volt elég, amivel a Toro Rosso-t és a Williams-t utasította maga mögé.

### 2019
2018. szeptember 11-én megerősítették a pletykákat, miszerint Kimi Räikkönen és Charles Leclerc helyet cserélnek 2019-re, a monacói a Scuderia Ferrari pilótája lesz, míg a finn visszatér az első csapatához.
2018. szeptember 25-én a Sauber bejelentette, hogy Antonio Giovinazzi a 2019-es szezonra tesztpilótából állandó pilótává avanzsál, a tesztpilóta pedig Marcus Ericsson lesz, aki közben az IndyCar-ban is versenyezni fog. 2019. február 1-én bejelentésre került, hogy a 2019-es Formula–1 világbajnokságban a csapat tagjai Alfa Romeo Racing néven versenyeznek tovább, bár a tulajdonosi kör változatlan marad, de a konstruktőri eredmények immáron az Alfa Romeo eredményeibe számítanak bele.

### 2020
Kimi Räikkönen és Antonio Giovinazzi egy lenyűgöző 2019-es szezon után az Alfa Romeónál maradtak. Marcus Ericsson úgy döntött, hogy teljes mértékben az IndyCarra összpontosít, ahelyett, hogy az Alfa Romeo tartalékpilótája lenne. Biztosította, hogy kapcsolatot tart fenn az Alfával és a Sauberrel. Ericsson helyére az Alfa Romeo szerződtette Robert Kubicát, miután a Williams elengedte. Ez azt is jelentette, hogy a PKN Orlen az Alfa Romeo névadóvá válik. Vizsgálat indult a Ferrari erőegysége ellen, és az FIA ismeretlen megállapodást kötött a Ferrarival, a Haasszal és az Alfa Romeóval. Ennek a megállapodásnak a részletei nem ismertek, de azért tették, hogy akadályozzák a Ferrari erőforrás teljesítményét. A 2020-as szezon nem volt jó az Alfa Romeo számára. Míg sikerült megőrizniük a 8. helyet a konstruktőri bajnokságban, de csak 8 pontot sikerült szerezniük, 49 ponttal kevesebbet, mint 2019-ben. A szezon során Kimi Räikkönen mindössze két pontot ért el, Antonio Giovinazzi pedig hármat. Mindkét pilóta négy ponttal zárt, és a 16. helyen, illetve a 17. helyen végeztek.

### 2021
Az Alfa Romeo megtartotta Kimi Räikkönent és Antonio Giovinazzit is. Robert Kubica is tartalékpilóta maradt, és az emilia-romagnai nagydíj előtt az Alfa Romeo megerősítette, hogy Callum Ilott lesz a tesztpilótája. Lejárt az FIA-val kötött Ferrari erőforrás-megállapodás, ami azt jelenti, hogy az erőforrásnak vissza kell állnia a normál használatba. Az Alfa Romeo 13 ponttal a kilencedik helyen végzett a konstruktőri bajnokságban. Räikkönen 10 pontot szerzett azzal, hogy négy alkalommal végzett a legjobb 10-ben, míg Giovinazzi kétszer volt eredményes, és begyűjtötte a maradék három pontot. Räikkönen COVID-19-tesztje pozitív lett a holland nagydíj előtt, ezért kénytelen volt kihagyni a versenyt, valamint az egy héttel későbbi olasz nagydíjból. Kubica állt be, a 15., illetve a 14. helyen végzett.

### 2022
Miután Räikkönen bejelentette visszavonulását, és a csapat úgy döntött, hogy nem tartja meg Giovinazzit, Valtteri Bottast és Csou Kuan-jüt szerződtette le, hogy 2022-ben a csapatban versenyezhessenek.

### 2023
Az Alfa Romeo 2023 végén felmondja kapcsolatát a Sauberrel, miután úgy döntött, hogy nem újítja meg a megállapodást.

## Eredmények a Formula–1-ben

### Összefoglaló
| Szezon                                                                    | Név                                    | Modell     | Gumi | Motor             | Üzemanyag | Rajtszám   | Versenyzõk                                                       | Helyezés      |
| ------------------------------------------------------------------------- | -------------------------------------- | ---------- | ---- | ----------------- | --------- | ---------- | ---------------------------------------------------------------- | ------------- |
| 1993                                                                      | Sauber                                 | Sauber C12 | G    | Sauber V10        | Elf       | 29. 30.    | Karl Wendlinger JJ Lehto                                         | 7. (12 pont)  |
| 1994                                                                      | Broker Sauber Mercedes Sauber Mercedes | Sauber C13 | G    | Mercedes-Benz V10 | Castrol   | 29. 30.    | Karl Wendlinger Andrea de Cesaris JJ Lehto Heinz-Harald Frentzen | 8. (12 pont)  |
| 1995                                                                      | Red Bull Sauber Ford                   | Sauber C14 | G    | Ford-Cosworth V8  | Elf       | 29. 30.    | Karl Wendlinger Jean-Christophe Boullion Heinz-Harald Frentzen   | 7. (18 pont)  |
| 1996                                                                      | Red Bull Sauber Ford                   | Sauber C15 | G    | Ford-Cosworth V10 | Elf       | 14. 15.    | Johnny Herbert Heinz-Harald Frentzen                             | 7. (11 pont)  |
| 1997                                                                      | Red Bull Sauber Petronas               | Sauber C16 | G    | Petronas V10      | Shell     | 16. 17.    | Johnny Herbert Nicola Larini Gianni Morbidelli Norberto Fontana  | 7. (16 pont)  |
| 1998                                                                      | Red Bull Sauber Petronas               | Sauber C17 | G    | Petronas V10      | Shell     | 14. 15.    | Jean Alesi Johnny Herbert                                        | 6. (10 pont)  |
| 1999                                                                      | Red Bull Sauber Petronas               | Sauber C18 | B    | Petronas V10      | Shell     | 11. 12.    | Jean Alesi Pedro Diniz                                           | 8. (5 pont)   |
| 2000                                                                      | Red Bull Sauber Petronas               | Sauber C19 | B    | Petronas V10      | Shell     | 16. 17.    | Pedro Diniz Mika Salo                                            | 8. (6 pont)   |
| 2001                                                                      | Red Bull Sauber Petronas               | Sauber C20 | B    | Petronas V10      | Petronas  | 16. 17.    | Nick Heidfeld Kimi Räikkönen                                     | 4. (21 pont)  |
| 2002                                                                      | Sauber Petronas                        | Sauber C21 | B    | Petronas V10      | Petronas  | 7. 8.      | Nick Heidfeld Felipe Massa Heinz-Harald Frentzen                 | 5. (11 pont)  |
| 2003                                                                      | Sauber Petronas                        | Sauber C22 | B    | Petronas V10      | Petronas  | 9. 10.     | Nick Heidfeld Heinz-Harald Frentzen                              | 6. (19 pont)  |
| 2004                                                                      | Sauber Petronas                        | Sauber C23 | B    | Petronas V10      | Petronas  | 11. 12.    | Giancarlo Fisichella Felipe Massa                                | 6. (34 pont)  |
| 2005                                                                      | Sauber Petronas                        | Sauber C24 | M    | Petronas V10      | Petronas  | 11. 12.    | Jacques Villeneuve Felipe Massa                                  | 8. (20 pont)  |
| 2006-tól 2009-ig a csapat BMW Sauber néven szerepelt a világbajnokságban. |                                        |            |      |                   |           |            |                                                                  |               |
| 2010                                                                      | BMW Sauber F1 Team                     | Sauber C29 | B    | Ferrari V8        | Shell     | 22. 23.    | Pedro de la Rosa Nick Heidfeld Kobajasi Kamui                    | 8. (44 pont)  |
| 2011                                                                      | Sauber F1 Team                         | Sauber C30 | P    | Ferrari V8        | Shell     | 16. 17.    | Kobajasi Kamui Sergio Pérez Pedro de la Rosa                     | 7. (44 pont)  |
| 2012                                                                      | Sauber F1 Team                         | Sauber C31 | P    | Ferrari V8        | Shell     | 14. 15.    | Kobajasi Kamui Sergio Pérez                                      | 6. (126 pont) |
| 2013                                                                      | Sauber F1 Team                         | Sauber C32 | P    | Ferrari V8        | Shell     | 11. 12.    | Nico Hülkenberg Esteban Gutiérrez                                | 7. (57 pont)  |
| 2014                                                                      | Sauber F1 Team                         | Sauber C33 | P    | Ferrari V6 turbó  | Shell     | 21. 99.    | Esteban Gutiérrez Adrian Sutil                                   | 10. (0 pont)  |
| 2015                                                                      | Sauber F1 Team                         | Sauber C34 | P    | Ferrari V6 turbó  | Shell     | 9. 12.     | Marcus Ericsson Felipe Nasr                                      | 8. (36 pont)  |
| 2016                                                                      | Sauber F1 Team                         | Sauber C35 | P    | Ferrari V6 turbó  | Shell     | 9. 12.     | Marcus Ericsson Felipe Nasr                                      | 10. (2 pont)  |
| 2017                                                                      | Sauber F1 Team                         | Sauber C36 | P    | Ferrari V6 turbó  | Shell     | 9. 36. 94. | Marcus Ericsson Antonio Giovinazzi Pascal Wehrlein               | 10. (5 pont)  |
| 2018                                                                      | Alfa Romeo Sauber F1 Team              | Sauber C37 | P    | Ferrari V6 turbó  | Shell     | 9. 16.     | Marcus Ericsson Charles Leclerc                                  | 8. (48 pont)  |
| 2019-től 2023-ig a csapat Alfa Romeo néven szerepelt a világbajnokságban. |                                        |            |      |                   |           |            |                                                                  |               |
| 2024                                                                      | Stake F1 Team Kick Sauber              | Sauber C44 | P    | Ferrari V6 turbó  | Shell     | 24 77      | [[Kína\|]] Csou Kuan-jü Valtteri Bottas                          | 10. (0 pont)  |

### Teljes Formula–1-es eredménysorozata
(Táblázat értelmezése)

(Félkövér: pole-pozícióból indult; dőlt: leggyorsabb kört futott) 

| A Sauber teljes Formula–1-es eredménysorozata                             | A Sauber teljes Formula–1-es eredménysorozata | A Sauber teljes Formula–1-es eredménysorozata | A Sauber teljes Formula–1-es eredménysorozata | A Sauber teljes Formula–1-es eredménysorozata | A Sauber teljes Formula–1-es eredménysorozata | A Sauber teljes Formula–1-es eredménysorozata | A Sauber teljes Formula–1-es eredménysorozata |     |     |     |     |     |     |     |     |     |     |     |     |     |     |     |     |     |     |     |     |     |      |          |
| Év                                                                        | Modell                                        | Motor                                         | Gumi                                          | Versenyzők                                    | 1                                             | 2                                             | 3                                             | 4   | 5   | 6   | 7   | 8   | 9   | 10  | 11  | 12  | 13  | 14  | 15  | 16  | 17  | 18  | 19  | 20  | 21  | 22  | 23  | 24  | Pont | Helyezés |
| ------------------------------------------------------------------------- | --------------------------------------------- | --------------------------------------------- | --------------------------------------------- | --------------------------------------------- | --------------------------------------------- | --------------------------------------------- | --------------------------------------------- | --- | --- | --- | --- | --- | --- | --- | --- | --- | --- | --- | --- | --- | --- | --- | --- | --- | --- | --- | --- | --- | ---- | -------- |
| 1993                                                                      | Sauber C12                                    | Ilmor LH10 3.0 V10                            | G                                             |                                               | RSA                                           | BRA                                           | EUR                                           | SMR | ESP | MON | CAN | FRA | GBR | GER | HUN | BEL | ITA | POR | JPN | AUS |     |     |     |     |     |     |     |     | 12   | 7.       |
| 1993                                                                      | Sauber C12                                    | Ilmor LH10 3.0 V10                            | G                                             | Karl Wendlinger                               | Ki                                            | Ki                                            | Ki                                            | Ki  | Ki  | 13  | 6   | Ki  | Ki  | 9   | 6   | Ki  | 4   | 5   | Ki  | 15  |     |     |     |     |     |     |     |     | 12   | 7.       |
| 1993                                                                      | Sauber C12                                    | Ilmor LH10 3.0 V10                            | G                                             | JJ Lehto                                      | 5                                             | Ki                                            | Ki                                            | 4   | Ki  | Ki  | 7   | Ki  | 8   | Ki  | Ki  | 9   | Ki  | 7   | 8   | Ki  |     |     |     |     |     |     |     |     | 12   | 7.       |
| 1994                                                                      | C13                                           | Mercedes 2175B 3.0 V10                        | G                                             |                                               | BRA                                           | PAC                                           | SMR                                           | MON | ESP | CAN | FRA | GBR | GER | HUN | BEL | ITA | POR | EUR | JPN | AUS |     |     |     |     |     |     |     | 12  | 8.   |          |
| 1994                                                                      | C13                                           | Mercedes 2175B 3.0 V10                        | G                                             | Karl Wendlinger                               | 6                                             | Ki                                            | 4                                             | NK  |     |     |     |     |     |     |     |     |     |     |     |     |     |     |     |     |     |     |     | 12  | 8.   |          |
| 1994                                                                      | C13                                           | Mercedes 2175B 3.0 V10                        | G                                             | Andrea de Cesaris                             |                                               |                                               |                                               |     |     | Ki  | 6   | Ki  | Ki  | Ki  | Ki  | Ki  | Ki  | Ki  |     |     |     |     |     |     |     |     |     | 12  | 8.   |          |
| 1994                                                                      | C13                                           | Mercedes 2175B 3.0 V10                        | G                                             | JJ Lehto                                      |                                               |                                               |                                               |     |     |     |     |     |     |     |     |     |     |     | Ki  | 10  |     |     |     |     |     |     |     | 12  | 8.   |          |
| 1994                                                                      | C13                                           | Mercedes 2175B 3.0 V10                        | G                                             | Heinz-Harald Frentzen                         | Ki                                            | 5                                             | 7                                             | Vi  | Ki  | Ki  | 4   | 7   | Ki  | Ki  | Ki  | Ki  | Ki  | 6   | 6   | 7   |     |     |     |     |     |     |     | 12  | 8.   |          |
| 1995                                                                      | C14                                           | Ford ECA Zetec-R 2.4 V8                       | G                                             |                                               | BRA                                           | ARG                                           | SMR                                           | ESP | MON | CAN | FRA | GBR | GER | HUN | BEL | ITA | POR | EUR | PAC | JPN | AUS |     |     |     |     |     |     | 18  | 7.   |          |
| 1995                                                                      | C14                                           | Ford ECA Zetec-R 2.4 V8                       | G                                             | Karl Wendlinger                               | Ki                                            | Ki                                            | Ki                                            | 13  |     |     |     |     |     |     |     |     |     |     |     | 10  | Ki  |     |     |     |     |     |     | 18  | 7.   |          |
| 1995                                                                      | C14                                           | Ford ECA Zetec-R 2.4 V8                       | G                                             | Jean-Christophe Boullion                      |                                               |                                               |                                               |     | 8   | Ki  | Ki  | 9   | 5   | 10  | 11  | 6   | 12  | Ki  | Ki  |     |     |     |     |     |     |     |     | 18  | 7.   |          |
| 1995                                                                      | C14                                           | Ford ECA Zetec-R 2.4 V8                       | G                                             | Heinz-Harald Frentzen                         | Ki                                            | 5                                             | 6                                             | 8   | 6   | Ki  | 10  | 6   | Ki  | 5   | 4   | 3   | 6   | Ki  | 7   | 8   | Ki  |     |     |     |     |     |     | 18  | 7.   |          |
| 1996                                                                      | C15                                           | Ford JD Zetec-R 3.0 V10                       | G                                             |                                               | AUS                                           | BRA                                           | ARG                                           | EUR | SMR | MON | ESP | CAN | FRA | GBR | GER | HUN | BEL | ITA | POR | JPN |     |     |     |     |     |     |     | 11  | 7.   |          |
| 1996                                                                      | C15                                           | Ford JD Zetec-R 3.0 V10                       | G                                             | Johnny Herbert                                | Ni                                            | Ki                                            | 9                                             | 7   | Ki  | 3   | Ki  | 7   | Kiz | 9   | Ki  | Ki  | Ki  | 9   | 8   | 10  |     |     |     |     |     |     |     | 11  | 7.   |          |
| 1996                                                                      | C15                                           | Ford JD Zetec-R 3.0 V10                       | G                                             | Heinz-Harald Frentzen                         | 8                                             | Ki                                            | Ki                                            | Ki  | Ki  | 4   | 4   | Ki  | Ki  | 8   | 8   | Ki  | Ki  | Ki  | 7   | 6   |     |     |     |     |     |     |     | 11  | 7.   |          |
| 1997                                                                      | C16                                           | Petronas SPE 01 3.0 V10                       | G                                             |                                               | AUS                                           | BRA                                           | ARG                                           | SMR | MON | ESP | CAN | FRA | GBR | GER | HUN | BEL | ITA | AUT | LUX | JPN | EUR |     |     |     |     |     |     | 16  | 7.   |          |
| 1997                                                                      | C16                                           | Petronas SPE 01 3.0 V10                       | G                                             | Johnny Herbert                                | Ki                                            | 7                                             | 4                                             | Ki  | Ki  | 5   | 5   | 8   | Ki  | Ki  | 3   | 4   | Ki  | 8   | 7   | 6   | 8   |     |     |     |     |     |     | 16  | 7.   |          |
| 1997                                                                      | C16                                           | Petronas SPE 01 3.0 V10                       | G                                             | Nicola Larini                                 | 6                                             | 11                                            | Ki                                            | 7   | Ki  |     |     |     |     |     |     |     |     |     |     |     |     |     |     |     |     |     |     | 16  | 7.   |          |
| 1997                                                                      | C16                                           | Petronas SPE 01 3.0 V10                       | G                                             | Gianni Morbidelli                             |                                               |                                               |                                               |     |     | 14  | 10  |     |     |     | Ki  | 9   | 12  | 9   | 9   | Ni  |     |     |     |     |     |     |     | 16  | 7.   |          |
| 1997                                                                      | C16                                           | Petronas SPE 01 3.0 V10                       | G                                             | Norberto Fontana                              |                                               |                                               |                                               |     |     |     |     | Ki  | 9   | 9   |     |     |     |     |     |     | 14  |     |     |     |     |     |     | 16  | 7.   |          |
| 1998                                                                      | C17                                           | Petronas SPE 01D 3.0 V10                      | G                                             |                                               | AUS                                           | BRA                                           | ARG                                           | SMR | ESP | MON | CAN | FRA | GBR | AUT | GER | HUN | BEL | ITA | LUX | JPN |     |     |     |     |     |     |     | 10  | 6.   |          |
| 1998                                                                      | C17                                           | Petronas SPE 01D 3.0 V10                      | G                                             | Jean Alesi                                    | Ki                                            | 9                                             | 5                                             | 6   | 10  | 12  | Ki  | 7   | Ki  | Ki  | 10  | 7   | 3   | 5   | 10  | 7   |     |     |     |     |     |     |     | 10  | 6.   |          |
| 1998                                                                      | C17                                           | Petronas SPE 01D 3.0 V10                      | G                                             | Johnny Herbert                                | 6                                             | 11                                            | Ki                                            | Ki  | 7   | 7   | Ki  | 8   | Ki  | 8   | Ki  | 10  | Ki  | Ki  | Ki  | 10  |     |     |     |     |     |     |     | 10  | 6.   |          |
| 1999                                                                      | C18                                           | Petronas SPE 03A 3.0 V10                      | B                                             |                                               | AUS                                           | BRA                                           | SMR                                           | MON | ESP | CAN | FRA | GBR | AUT | GER | HUN | BEL | ITA | EUR | MAL | JPN |     |     |     |     |     |     |     | 5   | 8.   |          |
| 1999                                                                      | C18                                           | Petronas SPE 03A 3.0 V10                      | B                                             | Jean Alesi                                    | Ki                                            | Ki                                            | 6                                             | Ki  | Ki  | Ki  | Ki  | 14  | Ki  | 8   | 16  | 9   | 9   | Ki  | 7   | 6   |     |     |     |     |     |     |     | 5   | 8.   |          |
| 1999                                                                      | C18                                           | Petronas SPE 03A 3.0 V10                      | B                                             | Pedro Diniz                                   | Ki                                            | Ki                                            | Ki                                            | Ki  | Ki  | 6   | Ki  | 6   | 6   | Ki  | Ki  | Ki  | Ki  | Ki  | Ki  | 11  |     |     |     |     |     |     |     | 5   | 8.   |          |
| 2000                                                                      | C19                                           | Petronas SPE 04A 3.0 V10                      | B                                             |                                               | AUS                                           | BRA                                           | SMR                                           | GBR | ESP | EUR | MON | CAN | FRA | AUT | GER | HUN | BEL | ITA | USA | JPN | MAL |     |     |     |     |     |     | 6   | 8.   |          |
| 2000                                                                      | C19                                           | Petronas SPE 04A 3.0 V10                      | B                                             | Pedro Diniz                                   | Ki                                            | Vi                                            | 8                                             | 11  | Ki  | 7   | Ki  | 10  | 11  | 9   | Ki  | Ki  | 11  | 8   | 8   | 11  | Ki  |     |     |     |     |     |     | 6   | 8.   |          |
| 2000                                                                      | C19                                           | Petronas SPE 04A 3.0 V10                      | B                                             | Mika Salo                                     | Kiz                                           | Vi                                            | 6                                             | 8   | 7   | Ki  | 5   | Ki  | 10  | 6   | 5   | 10  | 9   | 7   | Ki  | 10  | 8   |     |     |     |     |     |     | 6   | 8.   |          |
| 2001                                                                      | C20                                           | Petronas 01A 3.0 V10                          | B                                             |                                               | AUS                                           | MAL                                           | BRA                                           | SMR | ESP | AUT | MON | CAN | EUR | FRA | GBR | GER | HUN | BEL | ITA | USA | JPN |     |     |     |     |     |     | 21  | 4.   |          |
| 2001                                                                      | C20                                           | Petronas 01A 3.0 V10                          | B                                             | Nick Heidfeld                                 | 4                                             | Ki                                            | 3                                             | 7   | 6   | 9   | Ki  | Ki  | Ki  | 6   | 6   | Ki  | 6   | Ki  | 11  | 6   | 9   |     |     |     |     |     |     | 21  | 4.   |          |
| 2001                                                                      | C20                                           | Petronas 01A 3.0 V10                          | B                                             | Kimi Räikkönen                                | 6                                             | Ki                                            | Ki                                            | Ki  | 8   | 4   | 10  | 4   | 10  | 7   | 5   | Ki  | 7   | Ni  | 7   | Ki  | Ki  |     |     |     |     |     |     | 21  | 4.   |          |
| 2002                                                                      | C21                                           | Petronas 02A 3.0 V10                          | B                                             |                                               | AUS                                           | MAL                                           | BRA                                           | SMR | ESP | AUT | MON | CAN | EUR | GBR | FRA | GER | HUN | BEL | ITA | USA | JPN |     |     |     |     |     |     | 11  | 5.   |          |
| 2002                                                                      | C21                                           | Petronas 02A 3.0 V10                          | B                                             | Nick Heidfeld                                 | Ki                                            | 5                                             | Ki                                            | 10  | 4   | Ki  | 8   | 12  | 7   | 6   | 7   | 6   | 9   | 10  | 10  | 9   | 7   |     |     |     |     |     |     | 11  | 5.   |          |
| 2002                                                                      | C21                                           | Petronas 02A 3.0 V10                          | B                                             | Felipe Massa                                  | Ki                                            | 6                                             | Ki                                            | 8   | 5   | Ki  | Ki  | 9   | 6   | 9   | Ki  | 7   | 7   | Ki  | Ki  |     | Ki  |     |     |     |     |     |     | 11  | 5.   |          |
| 2002                                                                      | C21                                           | Petronas 02A 3.0 V10                          | B                                             | Heinz-Harald Frentzen                         |                                               |                                               |                                               |     |     |     |     |     |     |     |     |     |     |     |     | 13  |     |     |     |     |     |     |     | 11  | 5.   |          |
| 2003                                                                      | C22                                           | Petronas 03A 3.0 V10                          | B                                             |                                               | AUS                                           | MAL                                           | BRA                                           | SMR | ESP | AUT | MON | CAN | EUR | FRA | GBR | GER | HUN | ITA | USA | JPN |     |     |     |     |     |     |     | 19  | 6.   |          |
| 2003                                                                      | C22                                           | Petronas 03A 3.0 V10                          | B                                             | Nick Heidfeld                                 | Ki                                            | 8                                             | Ki                                            | 10  | 10  | Ki  | 11  | Ki  | 8   | 13  | 17  | 10  | 9   | 9   | 5   | 9   |     |     |     |     |     |     |     | 19  | 6.   |          |
| 2003                                                                      | C22                                           | Petronas 03A 3.0 V10                          | B                                             | Heinz-Harald Frentzen                         | 6                                             | 9                                             | 5                                             | 11  | Ki  | Ni  | Ki  | Ki  | 9   | 12  | 12  | Ki  | Ki  | 13  | 3   | Ki  |     |     |     |     |     |     |     | 19  | 6.   |          |
| 2004                                                                      | C23                                           | Petronas 04A 3.0 V10                          | B                                             |                                               | AUS                                           | MAL                                           | BHR                                           | SMR | ESP | MON | EUR | CAN | USA | FRA | GBR | GER | HUN | BEL | ITA | CHN | JPN | BRA |     |     |     |     |     | 34  | 6.   |          |
| 2004                                                                      | C23                                           | Petronas 04A 3.0 V10                          | B                                             | Giancarlo Fisichella                          | 10                                            | 11                                            | 11                                            | 9   | 7   | Ki  | 6   | 4   | 9   | 12  | 6   | 9   | 8   | 5   | 8   | 7   | 8   | 9   |     |     |     |     |     | 34  | 6.   |          |
| 2004                                                                      | C23                                           | Petronas 04A 3.0 V10                          | B                                             | Felipe Massa                                  | Ki                                            | 8                                             | 12                                            | 10  | 9   | 5   | 9   | Ki  | Ki  | 13  | 9   | 13  | Ki  | 4   | 12  | 8   | 9   | 8   |     |     |     |     |     | 34  | 6.   |          |
| 2005                                                                      | C24                                           | Petronas 05A 3.0 V10                          | M                                             |                                               | AUS                                           | MAL                                           | BHR                                           | SMR | ESP | MON | EUR | CAN | USA | FRA | GBR | GER | HUN | TUR | ITA | BEL | BRA | JPN | CHN |     |     |     |     | 20  | 8.   |          |
| 2005                                                                      | C24                                           | Petronas 05A 3.0 V10                          | M                                             | Jacques Villeneuve                            | 13                                            | Ki                                            | 11                                            | 4   | Ki  | 11  | 13  | 9   | Ni  | 8   | 14  | 15  | Ki  | 11  | 11  | 6   | 12  | 12  | 10  |     |     |     |     | 20  | 8.   |          |
| 2005                                                                      | C24                                           | Petronas 05A 3.0 V10                          | M                                             | Felipe Massa                                  | 10                                            | 10                                            | 7                                             | 10  | 11  | 9   | 14  | 4   | Ni  | Ki  | 10  | 8   | 14  | Ki  | 9   | 10  | 11  | 10  | 6   |     |     |     |     | 20  | 8.   |          |
| 2006-tól 2009-ig a csapat BMW Sauber néven szerepelt a világbajnokságban. |                                               |                                               |                                               |                                               |                                               |                                               |                                               |     |     |     |     |     |     |     |     |     |     |     |     |     |     |     |     |     |     |     |     |     |      |          |
| 2010                                                                      | C29                                           | Ferrari 056 2.4 V8                            | B                                             |                                               | BHR                                           | AUS                                           | MAL                                           | CHN | ESP | MON | TUR | CAN | EUR | GBR | GER | HUN | BEL | ITA | SIN | JPN | KOR | BRA | UAE |     |     |     |     | 44  | 8.   |          |
| 2010                                                                      | C29                                           | Ferrari 056 2.4 V8                            | B                                             | Pedro de la Rosa                              | Ki                                            | 12                                            | Ni                                            | Ki  | Ki  | Ki  | 11  | Ki  | 12  | Ki  | 14  | 7   | 11  | 14  |     |     |     |     |     |     |     |     |     | 44  | 8.   |          |
| 2010                                                                      | C29                                           | Ferrari 056 2.4 V8                            | B                                             | Kobajasi Kamui                                | Ki                                            | Ki                                            | Ki                                            | Ki  | 12  | Ki  | 10  | Ki  | 7   | 6   | 11  | 9   | 8   | Ki  | Ki  | 7   | 8   | 10  | 14  |     |     |     |     | 44  | 8.   |          |
| 2010                                                                      | C29                                           | Ferrari 056 2.4 V8                            | B                                             | Nick Heidfeld                                 |                                               |                                               |                                               |     |     |     |     |     |     |     |     |     |     |     | Ki  | 8   | 9   | 17  | 11  |     |     |     |     | 44  | 8.   |          |
| 2011                                                                      | C30                                           | Ferrari 056 2.4 V8                            | P                                             |                                               | AUS                                           | MAL                                           | CHN                                           | TUR | ESP | MON | CAN | EUR | GBR | GER | HUN | BEL | ITA | SIN | JPN | KOR | IND | UAE | BRA |     |     |     |     | 44  | 7.   |          |
| 2011                                                                      | C30                                           | Ferrari 056 2.4 V8                            | P                                             | Kobajasi Kamui                                | Kiz                                           | 7                                             | 10                                            | 10  | 10  | 5   | 7   | 16  | Ki  | 9   | 11  | 12  | Ki  | 14  | 13  | 15  | Ki  | 10  | 9   |     |     |     |     | 44  | 7.   |          |
| 2011                                                                      | C30                                           | Ferrari 056 2.4 V8                            | P                                             | Sergio Pérez                                  | Kiz                                           | Ki                                            | 17                                            | 14  | 9   | Ni  | Vi  | 11  | 7   | 11  | 15  | Ki  | Ki  | 10  | 8   | 16  | 10  | 11  | 13  |     |     |     |     | 44  | 7.   |          |
| 2011                                                                      | C30                                           | Ferrari 056 2.4 V8                            | P                                             | Pedro de la Rosa                              |                                               |                                               |                                               |     |     |     | 12  |     |     |     |     |     |     |     |     |     |     |     |     |     |     |     |     | 44  | 7.   |          |
| 2012                                                                      | C31                                           | Ferrari 056 2.4 V8                            | P                                             |                                               | AUS                                           | MAL                                           | CHN                                           | BHR | ESP | MON | CAN | EUR | GBR | GER | HUN | BEL | ITA | SIN | JPN | KOR | IND | UAE | USA | BRA |     | 126 | 6.  |     |      |          |
| 2012                                                                      | C31                                           | Ferrari 056 2.4 V8                            | P                                             | Kobajasi Kamui                                | 6                                             | Ki                                            | 10                                            | 13  | 5   | Ki  | 9   | Ki  | 11  | 4   | 18† | 13  | 9   | 13  | 3   | Ki  | 14  | 6   | 14  | 9   |     | 126 | 6.  |     |      |          |
| 2012                                                                      | C31                                           | Ferrari 056 2.4 V8                            | P                                             | Sergio Pérez                                  | 8                                             | 2                                             | 11                                            | 11  | Ki  | 11  | 3   | 9   | Ki  | 6   | 14  | Ki  | 2   | 10  | Ki  | 11  | Ki  | 15  | 11  | Ki  |     | 126 | 6.  |     |      |          |
| 2013                                                                      | C32                                           | Ferrari 056 2.4 V8                            | P                                             |                                               | AUS                                           | MAL                                           | CHN                                           | BHR | ESP | MON | CAN | GBR | GER | HUN | BEL | ITA | SIN | KOR | JPN | IND | UAE | USA | BRA |     |     | 57  | 7.  |     |      |          |
| 2013                                                                      | C32                                           | Ferrari 056 2.4 V8                            | P                                             | Nico Hülkenberg                               | Ni                                            | 8                                             | 10                                            | 12  | 15  | 11  | Ki  | 10  | 10  | 11  | 13  | 5   | 9   | 4   | 6   | 19† | 14  | 6   | 8   |     |     | 57  | 7.  |     |      |          |
| 2013                                                                      | C32                                           | Ferrari 056 2.4 V8                            | P                                             | Esteban Gutiérrez                             | 13                                            | 12                                            | Ki                                            | 18  | 11  | 13  | 20† | 14  | 14  | Ki  | 14  | 13  | 12  | 11  | 7   | 15  | 13  | 13  | 12  |     |     | 57  | 7.  |     |      |          |
| 2014                                                                      | C33                                           | Ferrari 059/3 1.6 V6 turbó                    | P                                             |                                               | AUS                                           | MAL                                           | BHR                                           | CHN | ESP | MON | CAN | AUT | GBR | GER | HUN | BEL | ITA | SIN | JPN | RUS | USA | BRA | UAE |     |     | 0   | 10. |     |      |          |
| 2014                                                                      | C33                                           | Ferrari 059/3 1.6 V6 turbó                    | P                                             | Adrian Sutil                                  | 11                                            | Ki                                            | Ki                                            | Ki  | 17  | Ki  | 13  | 13  | 13  | Ki  | 11  | 14  | 15  | Ki  | 21† | 16  | Ki  | 16  | 16  |     |     | 0   | 10. |     |      |          |
| 2014                                                                      | C33                                           | Ferrari 059/3 1.6 V6 turbó                    | P                                             | Esteban Gutiérrez                             | 12                                            | Ki                                            | Ki                                            | 16  | 16  | Ki  | 14† | 19  | Ki  | 14  | Ki  | 15  | 20  | Ki  | 13  | 15  | 14  | 14  | 15  |     |     | 0   | 10. |     |      |          |
| 2015                                                                      | C34                                           | Ferrari 059/4 1.6 V6 turbó                    | P                                             |                                               | AUS                                           | MAL                                           | CHN                                           | BHR | ESP | MON | CAN | AUT | GBR | HUN | BEL | ITA | SIN | JPN | RUS | USA | MEX | BRA | UAE |     |     | 36  | 8.  |     |      |          |
| 2015                                                                      | C34                                           | Ferrari 059/4 1.6 V6 turbó                    | P                                             | Marcus Ericsson                               | 8                                             | Ki                                            | 10                                            | 14  | 14  | 13  | 14  | 13  | 11  | 10  | 10  | 9   | 11  | 14  | Ki  | Ki  | 12  | 16  | 14  |     |     | 36  | 8.  |     |      |          |
| 2015                                                                      | C34                                           | Ferrari 059/4 1.6 V6 turbó                    | P                                             | Felipe Nasr                                   | 5                                             | 12                                            | 8                                             | 12  | 12  | 9   | 16  | 11  | Ni  | 11  | 11  | 13  | 10  | 20† | 6   | 9   | Ki  | 13  | 15  |     |     | 36  | 8.  |     |      |          |
| 2016                                                                      | C35                                           | Ferrari 061 1.6 V6 turbó                      | P                                             |                                               | AUS                                           | BHR                                           | CHN                                           | RUS | ESP | MON | CAN | EUR | AUT | GBR | HUN | GER | BEL | ITA | SIN | MAL | JPN | USA | MEX | BRA | UAE |     |     |     | 2    | 10.      |
| 2016                                                                      | C35                                           | Ferrari 061 1.6 V6 turbó                      | P                                             | Marcus Ericsson                               | Ki                                            | 12                                            | 16                                            | 14  | 12  | Ki  | 15  | 17  | 15  | Ki  | 20  | 18  | Ki  | 16  | 17  | 12  | 15  | 14  | 11  | Ki  | 15  |     |     |     | 2    | 10.      |
| 2016                                                                      | C35                                           | Ferrari 061 1.6 V6 turbó                      | P                                             | Felipe Nasr                                   | 15                                            | 14                                            | 20                                            | 16  | 14  | Ki  | 18  | 12  | 13  | 15  | 17  | Ki  | 17  | Ki  | 13  | Ki  | 19  | 15  | 15  | 9   | 16  |     |     |     | 2    | 10.      |
| 2017                                                                      | C36                                           | Ferrari 061 1.6 V6 turbó                      | P                                             |                                               | AUS                                           | CHN                                           | BHR                                           | RUS | ESP | MON | CAN | AZE | AUT | GBR | HUN | BEL | ITA | SIN | MAL | JPN | USA | MEX | BRA | UAE |     |     |     |     | 5    | 10.      |
| 2017                                                                      | C36                                           | Ferrari 061 1.6 V6 turbó                      | P                                             | Marcus Ericsson                               | Ki                                            | 15                                            | Ki                                            | 15  | 11  | Ki  | 13  | 11  | 15  | 14  | 16  | 16  | 18† | Ki  | 18  | Ki  | 15  | Ki  | 13  | 17  |     |     |     |     | 5    | 10.      |
| 2017                                                                      | C36                                           | Ferrari 061 1.6 V6 turbó                      | P                                             | Pascal Wehrlein                               | Vi                                            |                                               | 11                                            | 16  | 8   | Ki  | 15  | 10  | 14  | 17  | 15  | Ki  | 16  | 12  | 17  | 15  | Ki  | 14  | 14  | 14  |     |     |     |     | 5    | 10.      |
| 2017                                                                      | C36                                           | Ferrari 061 1.6 V6 turbó                      | P                                             | Antonio Giovinazzi                            | 12                                            | Ki                                            |                                               |     |     |     |     |     |     |     |     |     |     |     |     |     |     |     |     |     |     |     |     |     | 5    | 10.      |
| 2018                                                                      | C37                                           | Ferrari 063 EVO 1.6 V6 turbó                  | P                                             |                                               | AUS                                           | BHR                                           | CHN                                           | AZE | ESP | MON | CAN | FRA | AUT | GBR | GER | HUN | BEL | ITA | SIN | RUS | JPN | USA | MEX | BRA | UAE |     |     |     | 48   | 8.       |
| 2018                                                                      | C37                                           | Ferrari 063 EVO 1.6 V6 turbó                  | P                                             | Marcus Ericsson                               | Ki                                            | 9                                             | 16                                            | 11  | 13  | 11  | 15  | 13  | 10  | Ki  | 9   | 15  | 10  | 15  | 11  | 13  | 12  | 10  | 9   | Ki  | Ki  |     |     |     | 48   | 8.       |
| 2018                                                                      | C37                                           | Ferrari 063 EVO 1.6 V6 turbó                  | P                                             | Charles Leclerc                               | 13                                            | 12                                            | 19                                            | 6   | 10  | 18† | 10  | 10  | 9   | Ki  | 15  | Ki  | Ki  | 11  | 9   | 7   | Ki  | Ki  | 7   | 7   | 7   |     |     |     | 48   | 8.       |
| 2024                                                                      | C44                                           | Ferrari 066/10 1.6 V6 t                       | P                                             |                                               | BHR                                           | SAU                                           | AUS                                           | JPN | CHN | MIA | EMI | MON | CAN | ESP | AUT | GBR | HUN | BEL | NED | ITA | AZE | SIN | USA | MEX | BRA | LVS | QAT | UAE | 10.  | 4        |
| 2024                                                                      | C44                                           | Ferrari 066/10 1.6 V6 t                       | P                                             | Csou Kuan-jü                                  | 11                                            | 18                                            | 15                                            | Ki  | 14  | 14  | 15  | 16  | 15  | 13  | 17  | 18  | 19  | Ki  | 20  | 18  | 14  | 15  | 19  | 15  | 15  | 13  | 8   | 13  | 10.  | 4        |
| 2024                                                                      | C44                                           | Ferrari 066/10 1.6 V6 t                       | P                                             | Valtteri Bottas                               | 19                                            | 17                                            | 14                                            | 14  | Ki  | 16  | 18  | 13  | 13  | 16  | 16  | 15  | 16  | 15  | 19  | 16  | 16  | 16  | 17  | 14  | 13  | 18  | 11  | Ki  | 10.  | 4        |
| 2025                                                                      | Sauber C45                                    | Ferrari 066/10 1.6 V6 t                       | P                                             |                                               | BHR                                           | SAU                                           | AUS                                           | JPN | CHN | MIA | EMI | MON | CAN | ESP | AUT | GBR | HUN | BEL | NED | ITA | AZE | SIN | USA | MEX | BRA | LVS | QAT | UAE | 8.   | 46       |
| 2025                                                                      | Sauber C45                                    | Ferrari 066/10 1.6 V6 t                       | P                                             | Daniel Ricciardo                              | 13                                            | 16                                            | 12                                            | ki  | ki  | 15  | 13  | 12  | 8   | 15  | 9   | 13  | 12  | 10  | 12  | 13  | 13  | 18  |     |     |     |     |     |     | 8.   | 46       |
| 2025                                                                      | Sauber C45                                    | Ferrari 066/10 1.6 V6 t                       | P                                             | Cunoda Júki                                   | 14                                            | 15                                            | 7                                             | 10  | ki  | 7   | 10  | 8   | 14  | 19  | 14  | 10  | 9   | 16  | 17  | ki  | ki  | 12  | 14  | ki  | 7   | 9   | 13  | 12  | 8.   | 46       |

A 2014-es szezonzáró abu-dzabi nagydíjon dupla pontokat osztanak ki.
†: Bár kiesett, de a verseny 90%-át teljesítette, így teljesítményét értékelték.